# تجهیزات عکاسی

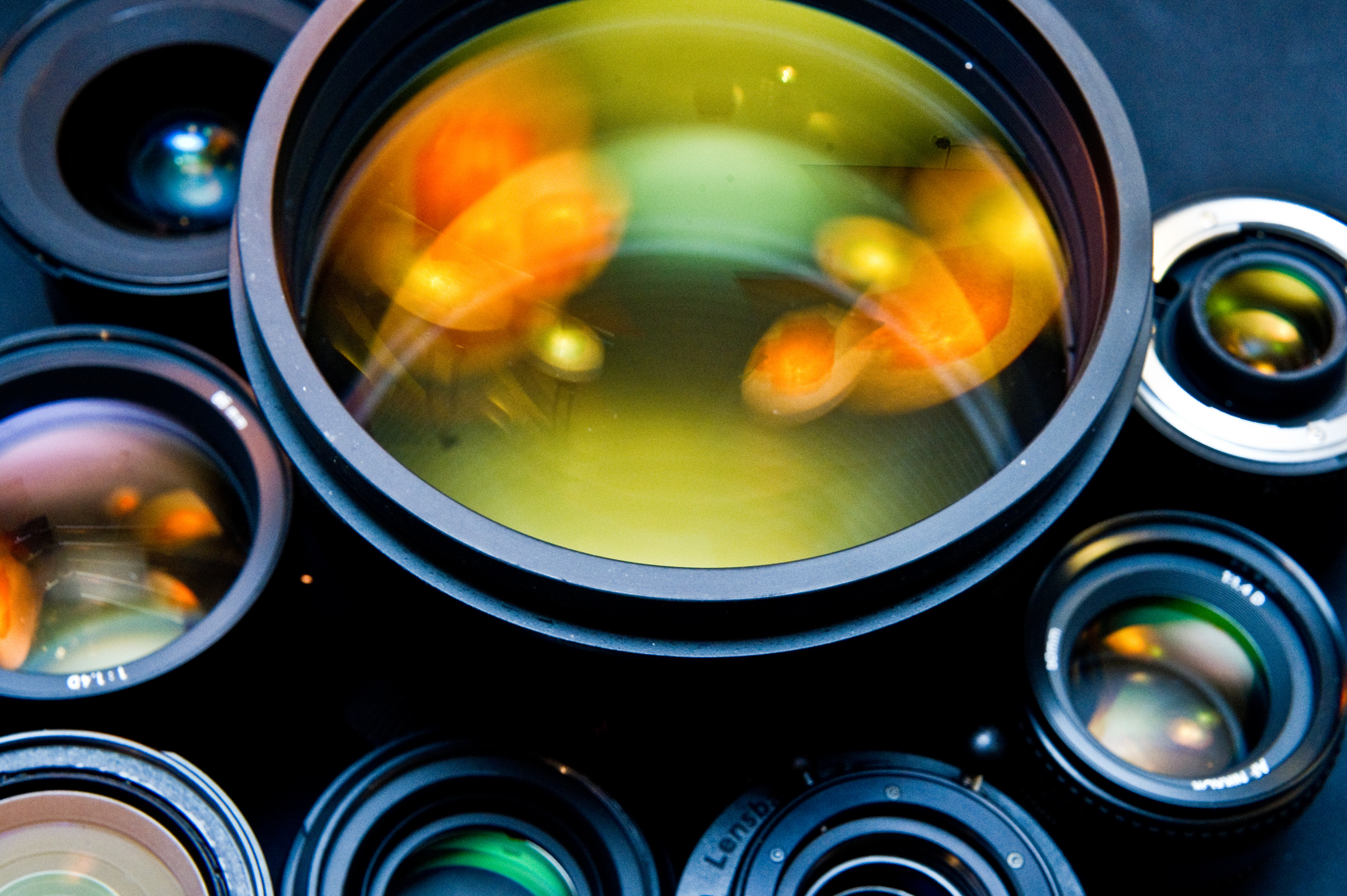
مجموعه‌ای از لنزهای مختلف.

عکاسی نیز همچون دیگر هنرها و علوم، نیاز به ابزار و تجهیزات خاص خود دارد. برخی از ابزارها در ایجاد عکس نقش اساسی دارند و نبود آن‌ها فرایند عکسبرداری را ناممکن می‌سازد و بعضی دیگر به عکاس کمک می‌کنند تا علاوه بر سرعت عمل و صرفه‌جویی در زمان، تصویر بهتری را نیز ثبت کند.

## دوربین آنالوگ

یک مسدودکننده تک برگی. ۱-صفحه مسدودکننده، ۲-مسدود شدن روزنه بوسیله مسدودکننده برگی، ۳-سوراخ روزنه، ۴-پره برگ، ۵-مهارکننده، ۶-فنر پروانه‌ای

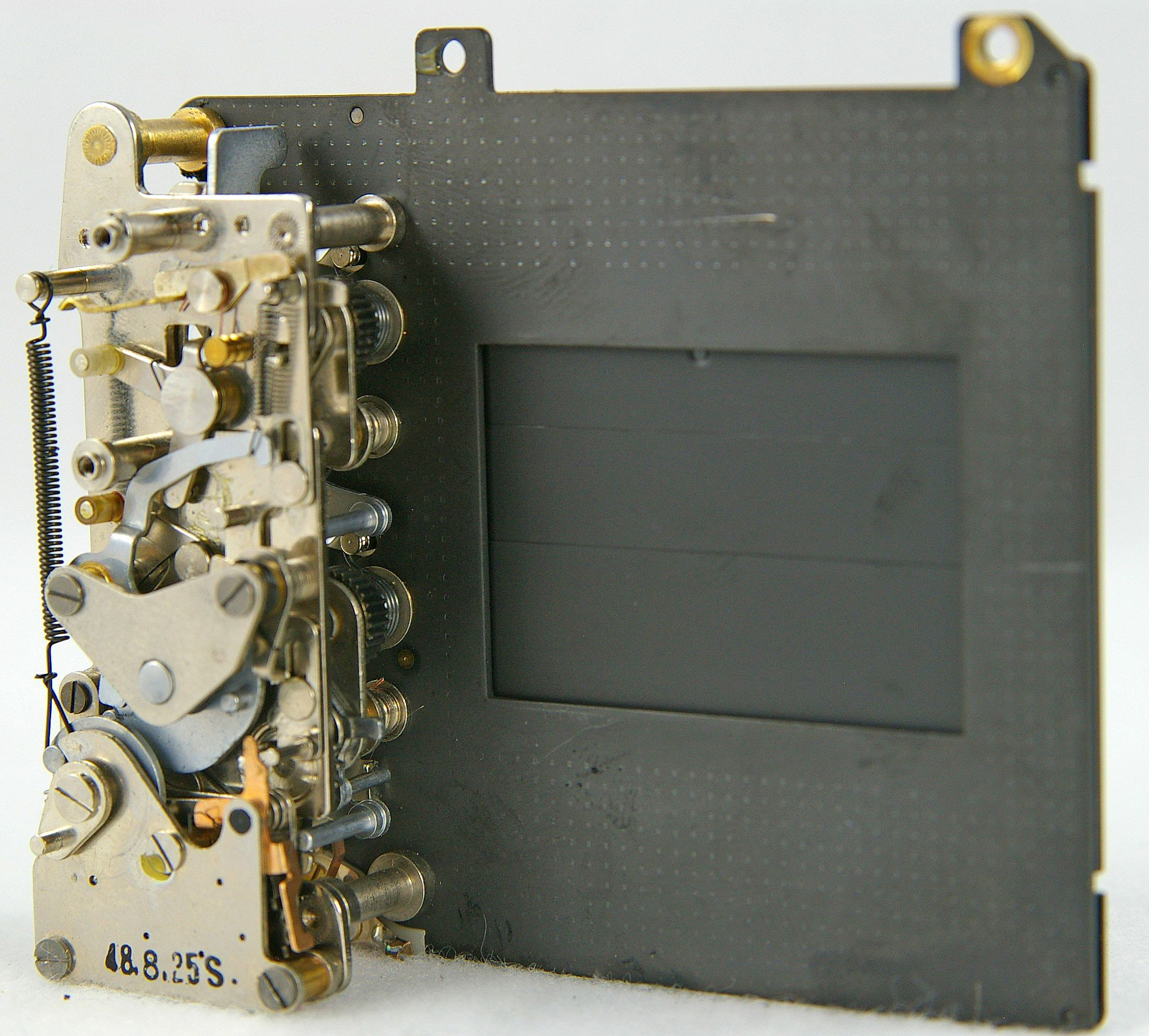
یک مسدودکننده سطح کانونی با جهت حرکت عمودی

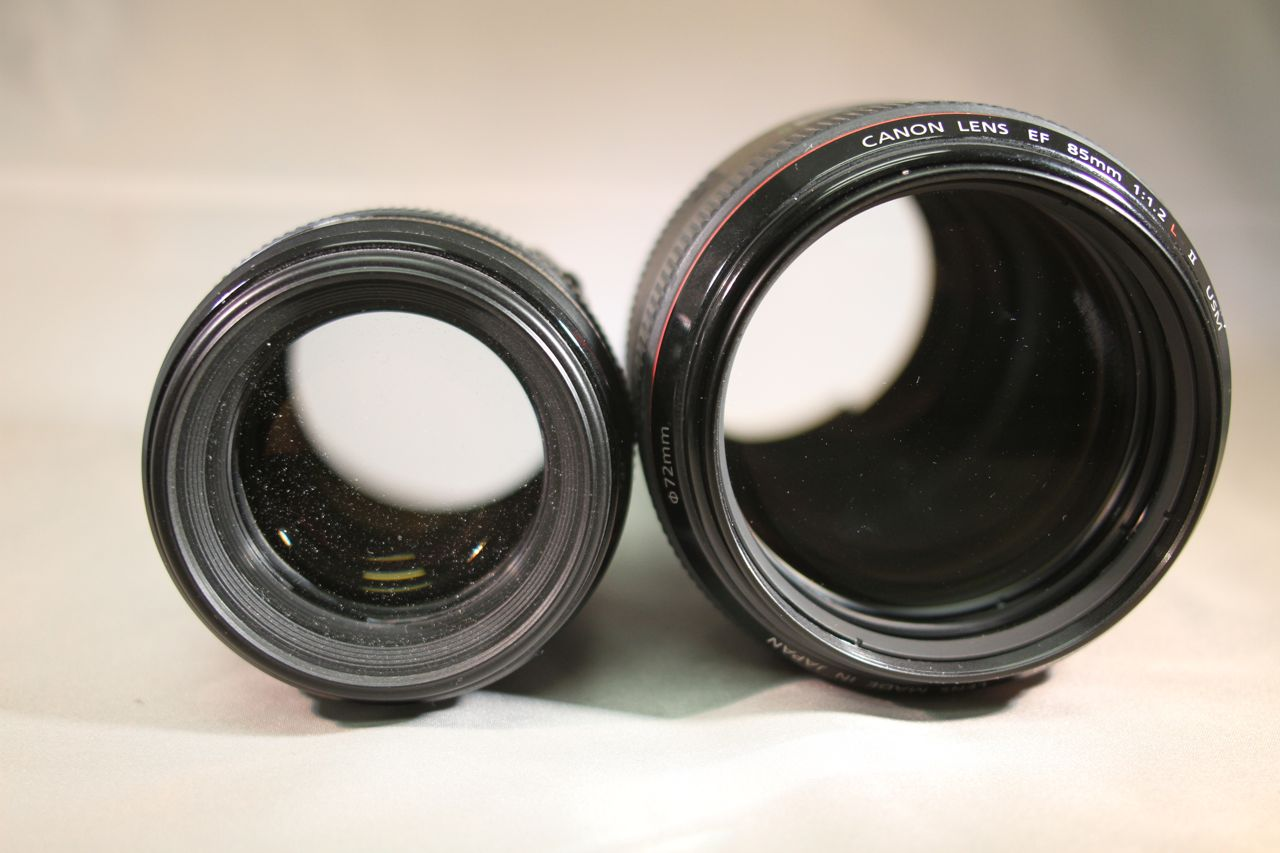
تفاوت دو لنز ۸۵ میلی‌متری کانن با دهانه ۱٫۸ و ۱٫۲

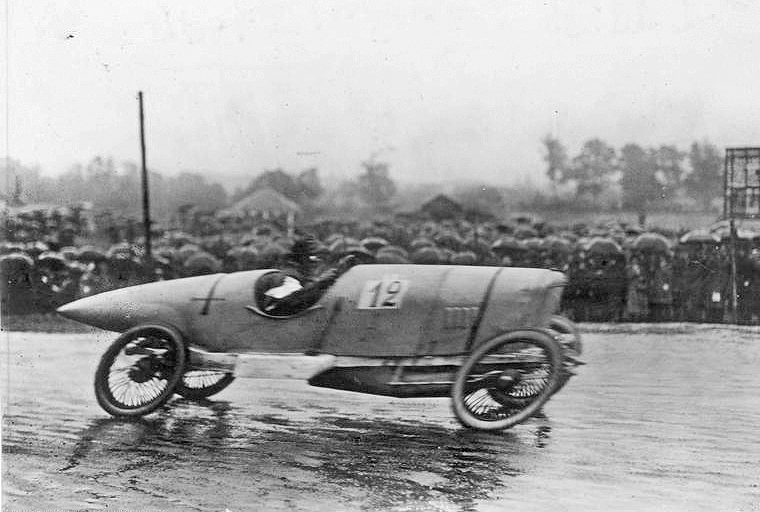
مسابقات اتومبیل‌رانی دیکسی، ۱۹۲۰، بروز اعوجاج در چرخ‌های ماشین بخاطر هم جهتی حرکت مسدودکننده سطح کانونی با جهت حرکت ماشین

دوربین آنالوگ طی سالیان طولانی از وضعیت ابتدایی خود که همان اتاق تاریک بود، تکمیل و به حالت فعلی درآمده‌است. اولین دوربین‌ها فاقد مسدودکننده و دیافراگم بودند. لنز آن دوربین‌ها کاملاً ابتدایی، و انحراف خطی شدید و سایه یا تاریکی در گوشه‌ها داشتند. لزوم مسدودکننده از زمانی احساس گردید که سرعت مواد حساس عکاسی (نورگیری) افزایش یافت و زمان نوردهی به کسری از ثانیه رسید. مسدودکننده‌ها در انواع مختلفی تولید شده و برای کارهای متعدد مورد استفاده قرار گرفتند. مسدودکننده‌های برگی در تمامی سرعت‌های فلاش کارایی داشتند، ولی سرعت آن‌ها کم بود. مسدودکننده‌های سطح کانونی هم با وجود سرعت بالا، در ثبت تصویر از سوژه‌های متحرک، بسته به جهت حرکت پره‌ها (افقی یا عمودی) تصویر را دچار اعوجاج می‌کردند. با ورود عکاسی به جامعه و دنیای خبر و ورزش، طلب برای سرعت‌های بالای مسدودکننده، برای ثبت وقایع سریع افزایش یافت. سرانجام کارخانه مینولتا در سال ۱۹۹۸ دوربین ماکسیوم ۹ خود را با سرعت مسدودکننده ۱/۱۲۰۰۰ ثانیه به جهان معرفی کرد، که خود انقلابی در این زمینه محسوب می‌شود.
مسابقهٔ دیگر سازندگان تجهیزات عکاسی در بحث روزنه درگرفت. لنزهای سریع برای کارهای خبری و ورزشی عالی بودند. بعضاً نیز بسته‌تر بودن روزنه، برای بدست وضوح در عمق میدان کمک زیادی می‌کرد. سریع‌ترین لنزهای جهان را، فعلاً با f/1:0.7 کارخانه زایس به سفارش سازمان ناسا برای کارهای فضایی، مخصوص دوربین‌های ۳۵ میلی‌متری و کارخانه فوجی برای دوربین‌های مدار بسته تولید کرده‌است.

## فیلم
فیلم عکاسی که عمده تاریخ عکاسی مربوط به پیدایش و تکامل آن است، یک سطح حساس عکاسی است که از شیشه‌های کلودیونِ تر شروع و تا ورق شفاف پلاستیکی که از جنس پلی‌استر یا نیترو سلولوز یا سلولوز استات است ادامه پیدا کرده‌است. این ورق با یکی از هالیدهای نقره که اکثراً برومور نقره و یک ماده ژلاتینی که برای چسباندن نمک مورد نظر بر سطح ورقه پلاستیکی ساخته شده، به وجود می‌آید.
فیلم عکاسی دارای انواع گوناگونی است. از فیلم‌های عادی نور روز تا ریورسال‌های نور شب.

## دوربین دیجیتال

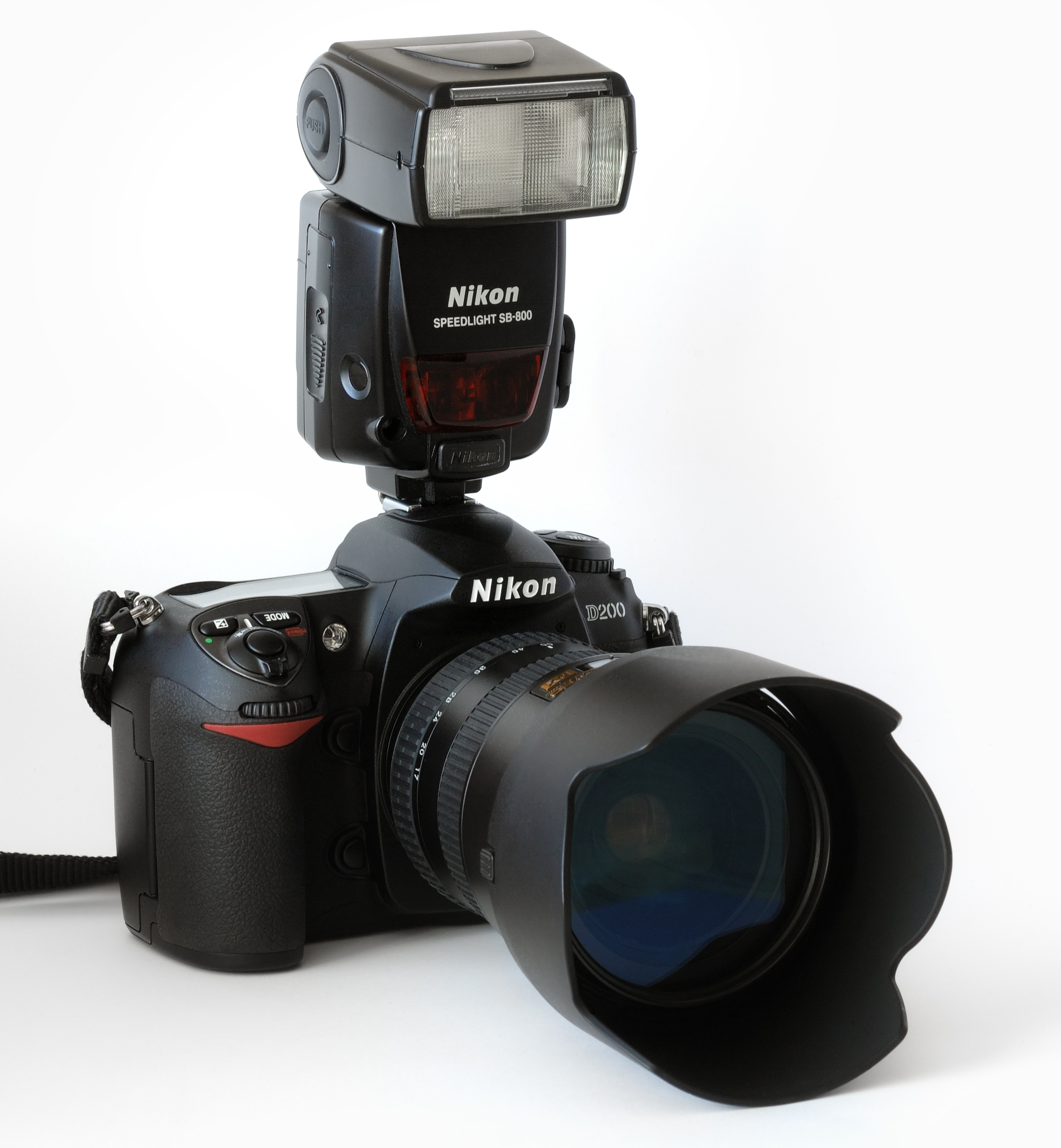
یک دوربین دیجیتال شرکت نیکون.

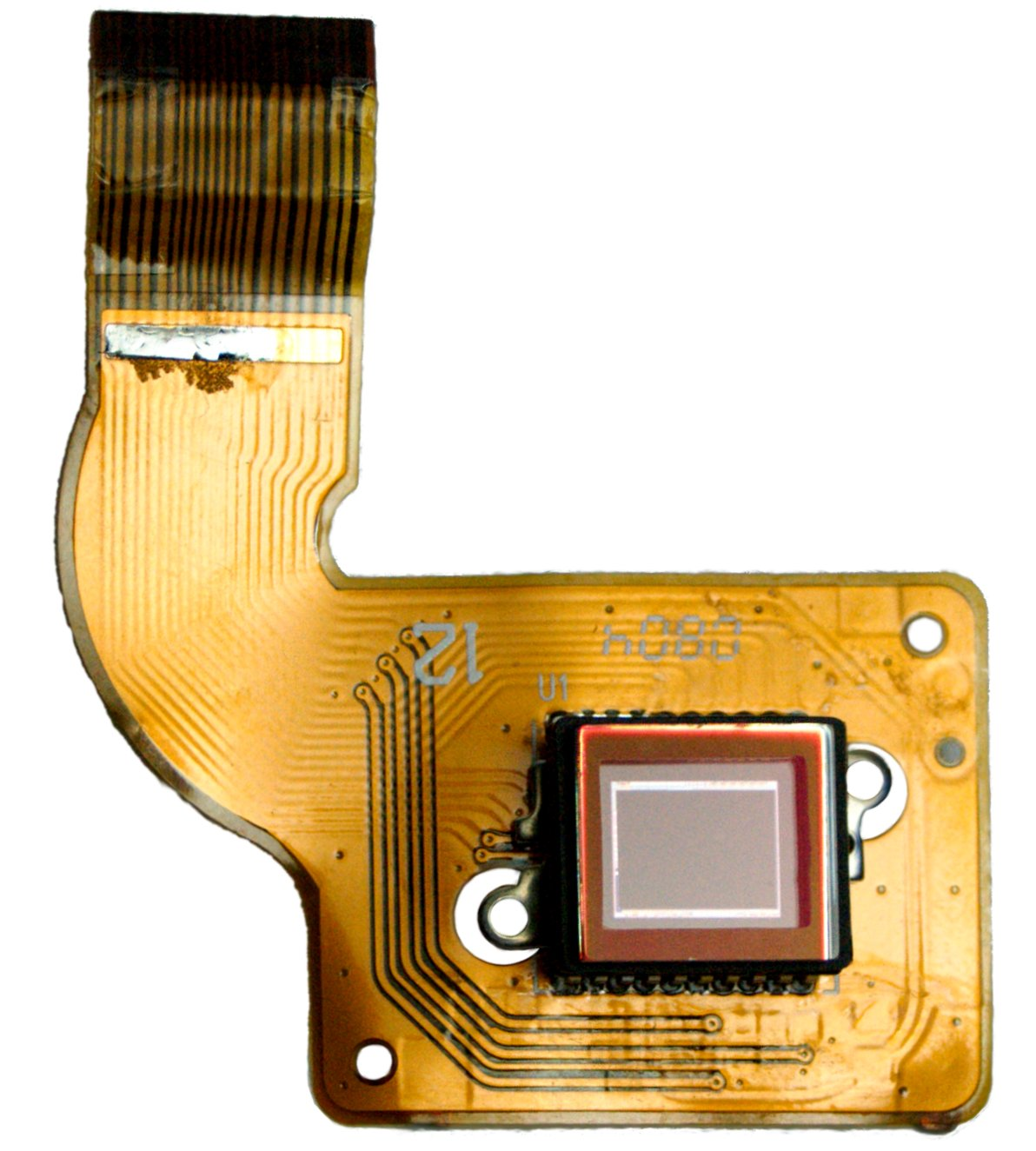
یک گیرنده تصویر سی سی دی بر روی صفحه مدار قابل انعطاف.

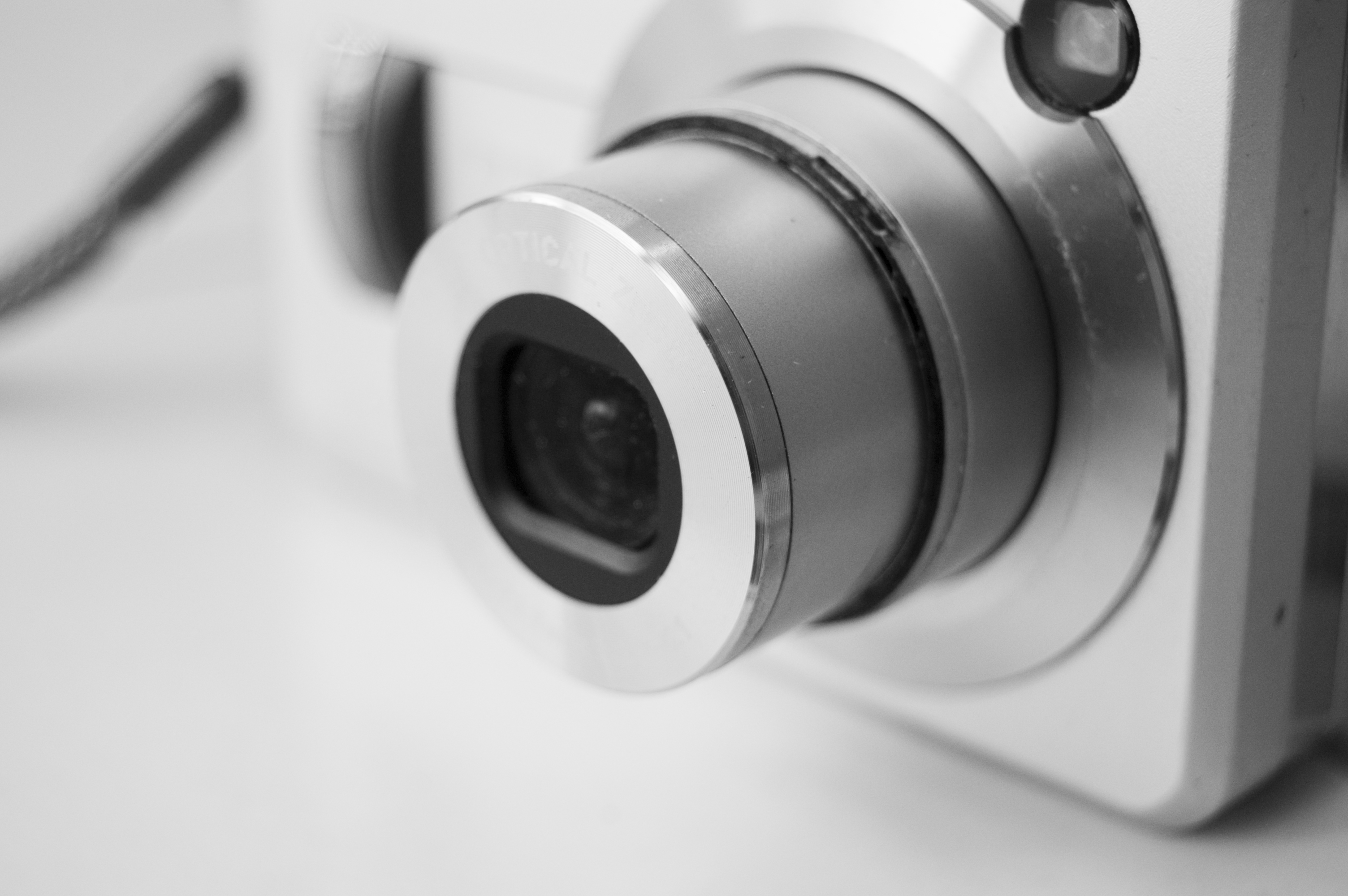
یک دوربین دیجیتال کامپکت.

دوربین دیجیتال یک دستگاه الکترونیکی است که برای گرفتن عکسو ذخیرهٔ آن، به‌جای فیلم عکاسی از حسگرهای حساس به نور معمولاً از دستگاه جفت‌کنندهٔ بار (CCD) یا نیم‌رسانای اکسید فلزی مکمل (CMOS) استفاده می‌کند و تصویر گرفته شده توسط سنسور، طی چند مرحله برای استفاده به حافظهٔ دوربین فرستاده می‌شود.
از لحاظ عملکرد کلی، دوربین‌های دیجیتال بسیار شبیه به دوربین‌های آنالوگ می‌باشند. این دوربین‌ها همانند دوربین‌های آنالوگ دارای یک منظره یاب، لنز برای کانونی کردن تصویر بر روی یک وسیله حساس به نور، وسیله‌ای برای نگهداری و انتقال چند تصویر گرفته شده در دوربین و یک جعبه در بر گیرنده تمام این تجهیزات است.
در یک دوربین آنالوگ، فیلم عکاسی حساس به نور، تصویر را ذخیره می‌سازد و بعد از عملیات شیمیایی برای نگهداری تصویر از آن استفاده می‌شود. در حالی که در دوربین دیجیتال این کار با استفاده از سنسور تصویر در حافظه انجام می‌گیرد و اجازه می‌دهد که تصاویر در شکل دیجیتال ذخیره شوند و به سرعت بدون نیاز به عملیات خاصی (نظیر عملیات شیمیایی بر روی فیلم) در دسترس باشند.
گرچه اصول کلی دوربین‌های دیجیتال شبیه به دوربین‌های آنالوگ است، ولی نحوه کارکرد درون این دوربین‌ها کاملاً متفاوت است. در این دوربین‌ها تصویر توسط یک سنسور CCD یا یک CMOS گرفته می‌شود. CCD به صورت ردیف‌ها و ستون‌هایی از سنسورهای نقطه‌ای نور هستند که هر چه تعداد این نقاط بیشتر و فشرده تر باشد، تصویر دارای دقت بالاتری است) هر سنسور نور را به ولتاژی متناسب با درخشندگی نور تبدیل کرده و آن را به بخش تبدیل سیگنال‌های آنالوگ به دیجیتال ADC می‌فرستد که در آنجا نوسانات دریافتی از CCD به کدهای مجزای باینری (عددهای مبنای دو به صورت صفر و یک) تبدیل می‌شود. خروجی دیجیتال از ADC به یک پردازندهٔ سیگنال‌های دیجیتال DSP فرستاده می‌شود که کنتراست و جزئیات تصویر در آن تنظیم می‌شود و قبل از فرستادن تصویر به حافظه برای ذخیرهٔ تصویر، اطلاعات را به یک فایل فشرده تبدیل می‌کند. هر چه نور درخشنده‌تر باشد، ولتاژ بالاتری تولید شده و در نتیجه پیکسل‌های رایانه‌ای روشن‌تری ایجاد می‌شود. هر چه تعداد این سنسورها که به‌صورت نقطه هستند بیشتر باشد، وضوح تصویر به دست آمده بیشتر است و جزئیات بیشتری از تصویر گرفته می‌شود.

همهٔ این فرایند، چرخه‌ای هماهنگ با محیط زیست است. سنسورهای CCD یا CMOS در تمام مدت عمر دوربین در جای خود ثابت بوده و بدون نیاز به تعویض کار می‌کنند. ضمناً به علت عدم وجود قطعات متحرک، عمر دوربین نیز بیشتر می‌شود.

## لنز

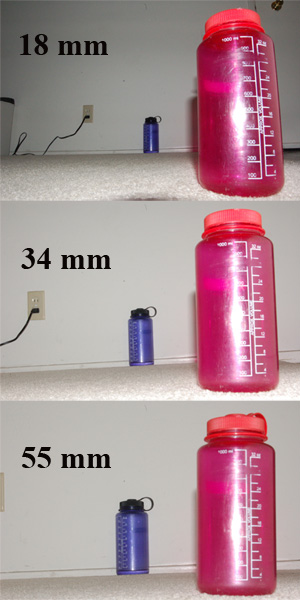
مثالی کاربردی از رابطهٔ زاویه دید و فاصله کانونی

لنز استوانه‌ای حاوی مجموعه‌ای از عدسی است که نور را از خود عبور داده و به درون دوربین هدایت می‌کند و باعث می‌شود که تصویر به صورت واضح بر روی فیلم عکاسی یا گیرنده تصویر منعکس شود. کیفیت عکس، بیش‌تر به لنز بستگی دارد تا دوربین. لنز دوربین‌های کامپکت قابل تعویض نیستند، همچنین لنز برخی دوربین‌های ارزان‌قیمت را نیز نمی‌توان جدا کرد، اما لنز دوربین‌های تک‌لنزی بازتابی (SLR) قابل تعویض‌اند؛ عکاسان حرفه‌ای معمولاً چند نوع لنز دارند که در شرایط مختلف آن‌ها را تعویض می‌کنند. در دوربین‌های دیجیتال با هربار عوض کردن لنز، مقداری غبار وارد بدنهٔ دوربین می‌شود و روی سنسور می‌نشیند. این مسئله در درازمدت کیفیت تصاویر را کاهش می‌دهد، بنابراین در تعویض لنز باید احتیاط کرد.
همچنین هر لنزی را نمی‌توان به هر دوربینی وصل کرد، زیرا پایه‌های کنترلی لنز که برای برقراری ارتباط با سیستم الکترونیکی دوربین بکار می‌روند و همچنین محل اتصال فیزیکی لنز با دوربین، در دوربین‌ها و مدل‌های مختلف تفاوت دارند.
قدرت و کیفیت لنزها به عوامل گوناگونی بستگی دارد که مهم‌ترین آن‌ها فاصله کانونی و عدد دیافراگم است. فاصله کانونی برحسب میلی‌متر است و معرف زاویه دید لنز است. هرچه فاصله کانونی لنز کمتر باشد، لنز زاویه دید بازتری دارد و به اصطلاح وایدتر است و هرچقدر فاصله کانونی بیش‌تر باشد زاویه دید کوتاه‌تر خواهد بود. برخی از لنزها فاصله کانونی ثابتی دارند و برخی دیگر متغیرند، لنزهایی که فاصله کانونی متغیر دارند انعطاف‌پذیری بیش‌تری دارند و عکاس راحت‌تر می‌تواند کادربندی کند. در مقابل لنزهای با فاصله کانونی ثابت، کیفیت بالاتری دارند.
در دوربین‌های تک‌لنزی بازتابی فیلمی (دوربین‌های ۳۵ میلی‌متری) به دلیل آنکه اندازهٔ فیلم عکاسی ثابت است، رابطهٔ بین فاصله کانونی و زاویه دید لنزها نیز مشخص است؛ ولی در دوربین‌های دیجیتال با توجه به اینکه ابعاد سنسور، زاویه دید لنز را تحت تأثیر قرار می‌دهد و هر نوع دوربین ابعاد سنسور ویژهٔ خود را دارد، زاویه دید یک لنز براساس اینکه این لنز روی چه دوربینی با چه ابعاد سنسوری بسته باشد، می‌تواند تغییر کند.
انواع لنز

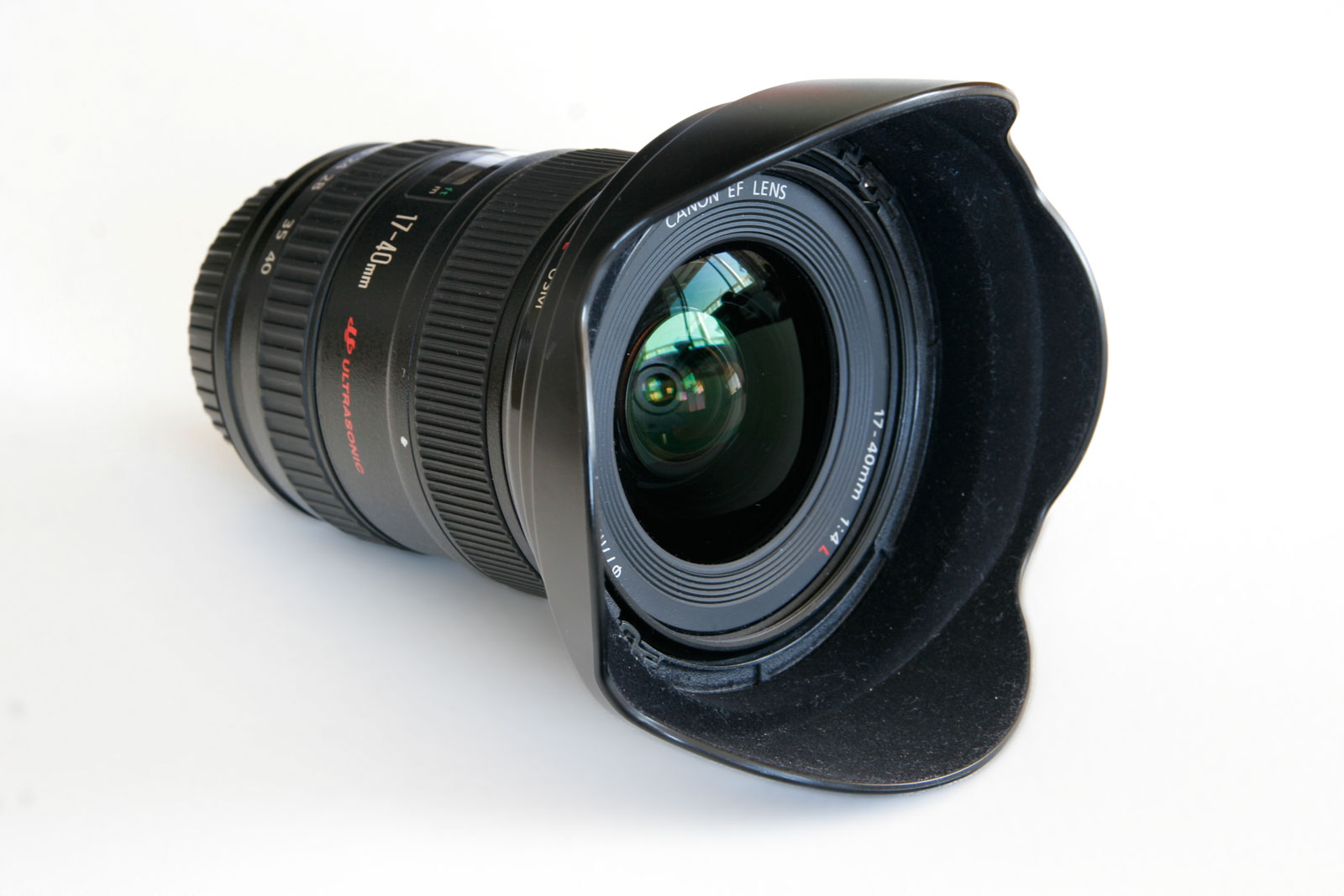
یک لنز واید ۱۷–۴۰ میلی‌متری شرکت کانن

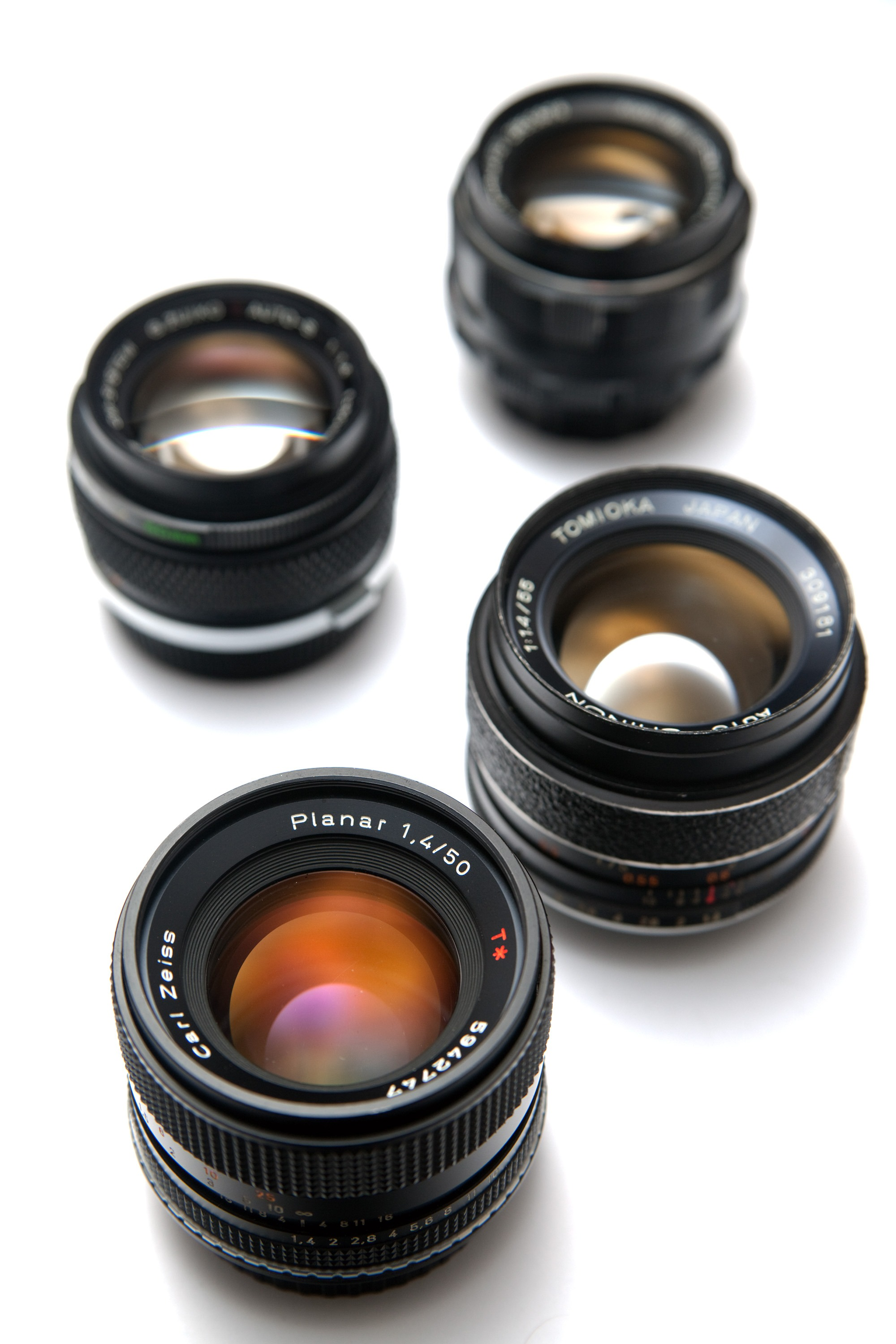
چهار نوع لنز نرمال ۳۵ میلی‌متری

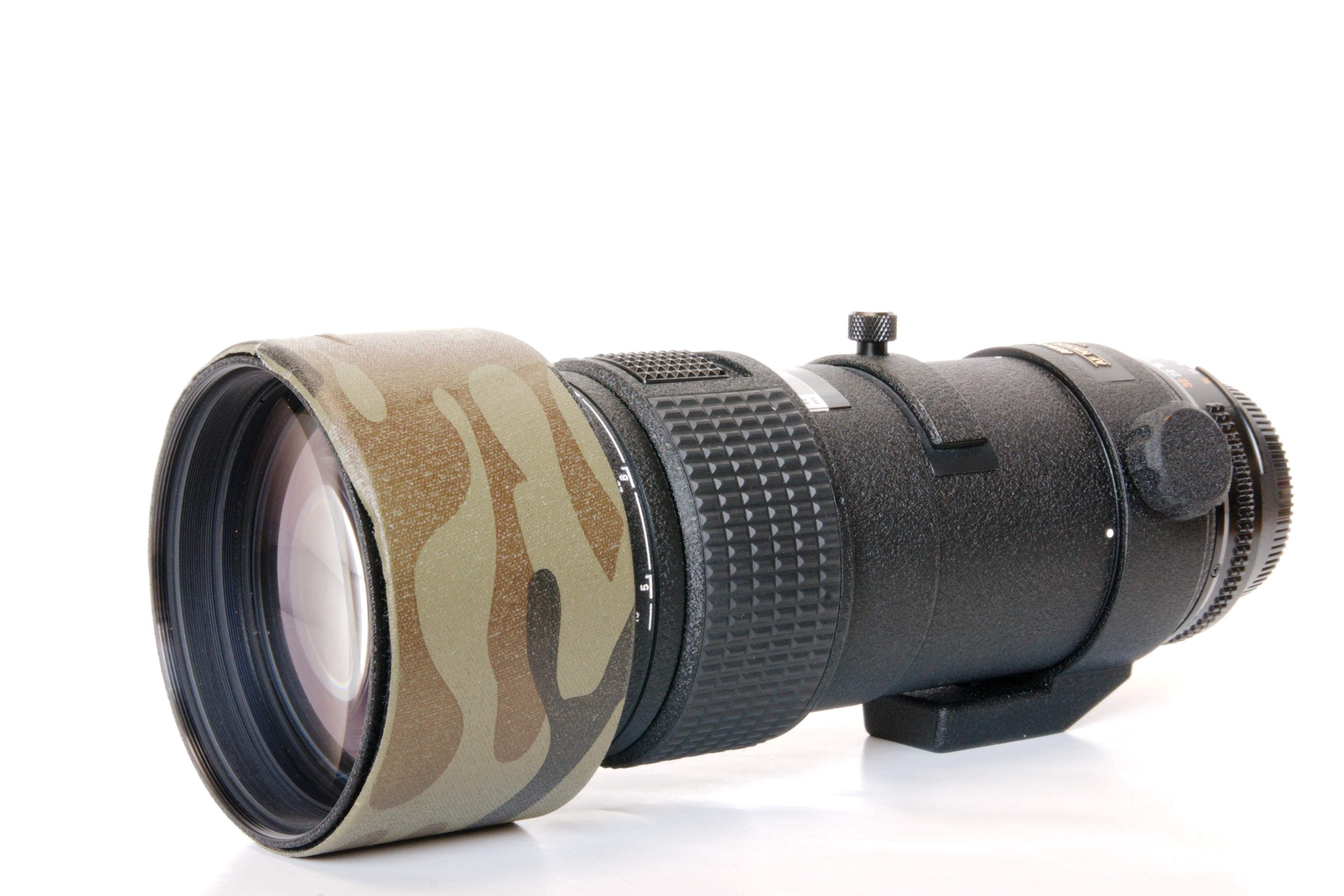
یک لنز تله ۳۰۰ میلی‌متری مخصوص عکاسی حیات وحش

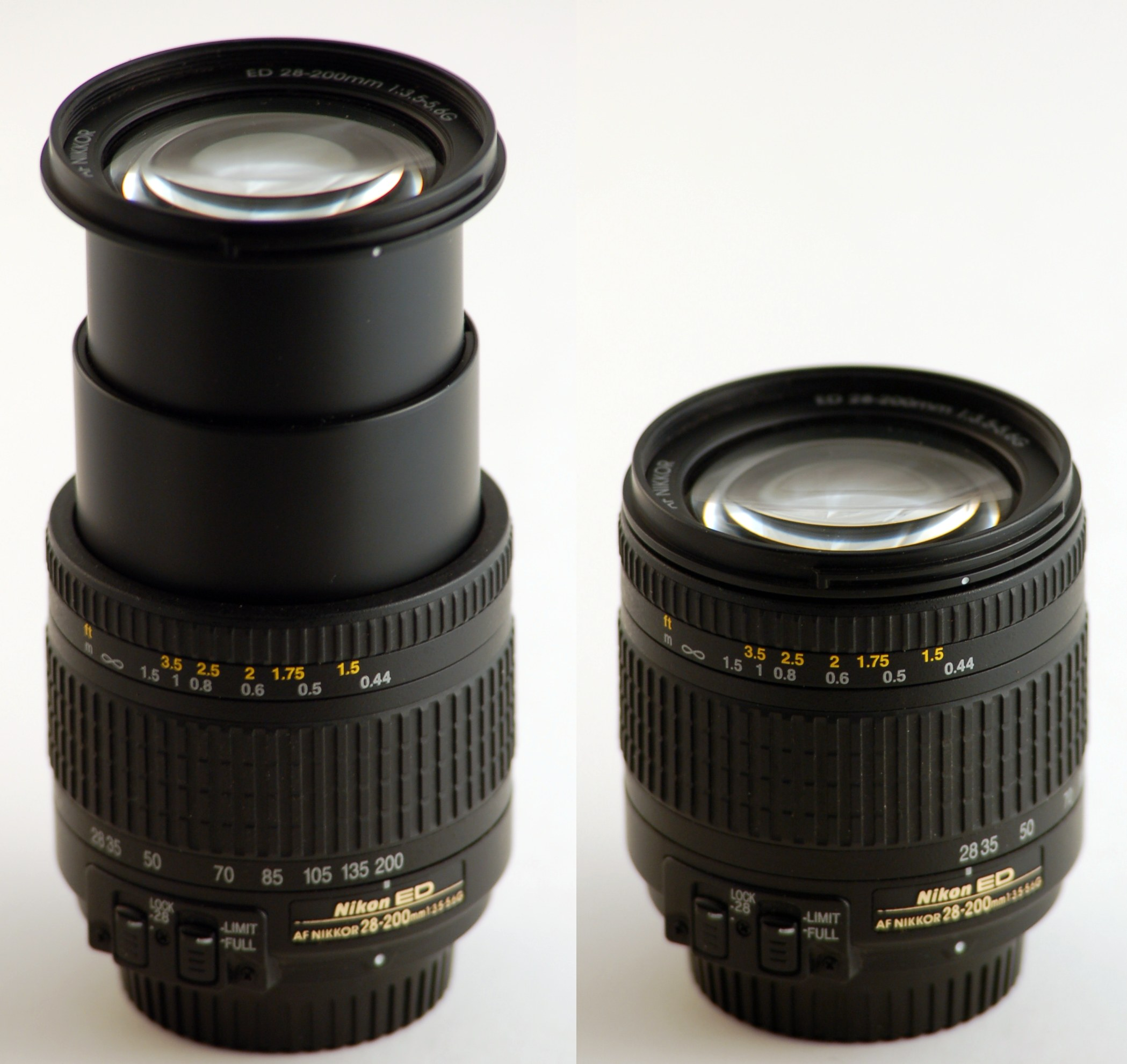
یک لنز زوم ۲۸–۲۰۰ میلی‌متر. افزایش یافته به ۲۰۰ میلی‌متر (سمت چپ) کاهش یافته به ۲۸ میلی‌متر (سمت راست)

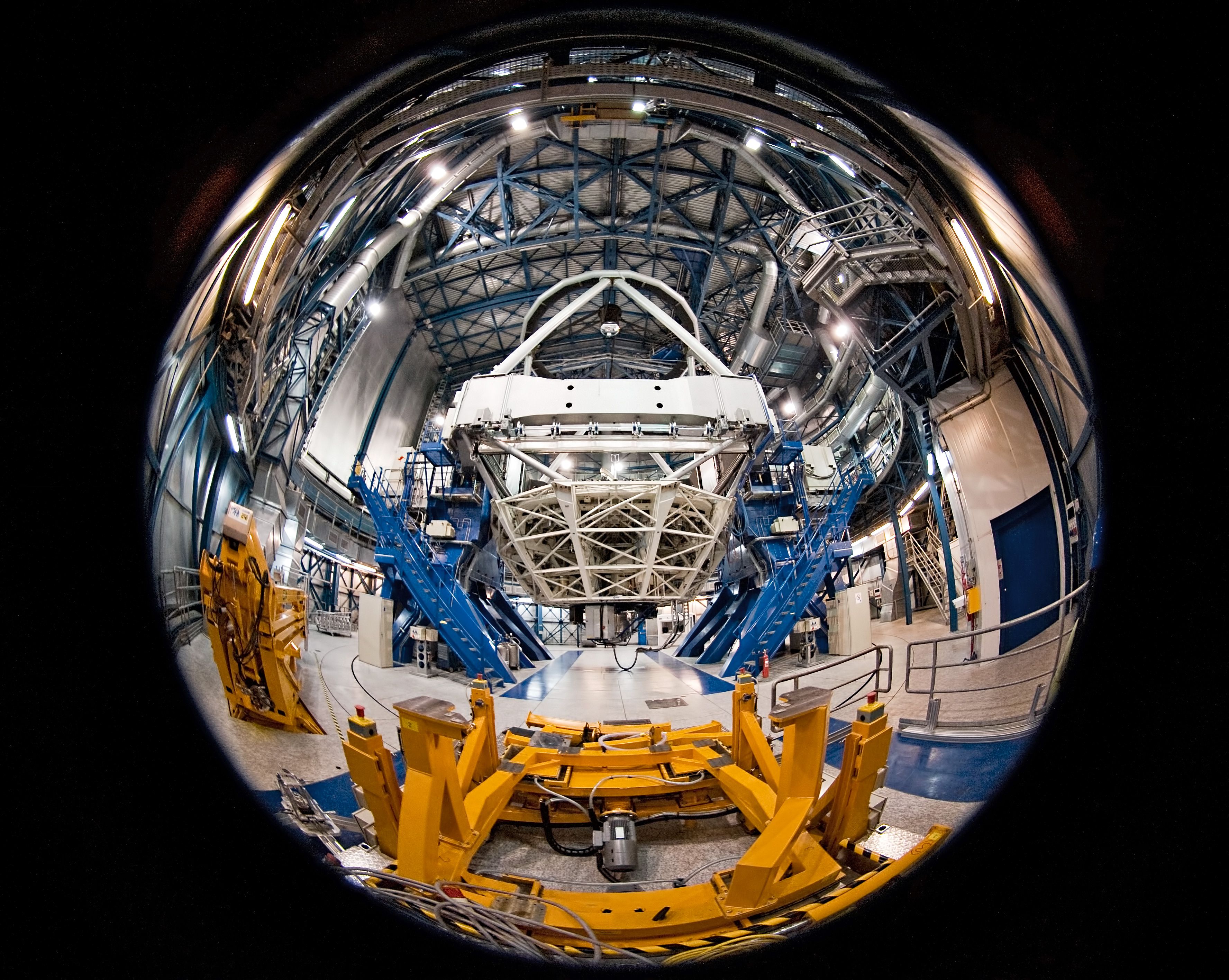
این تصویر با استفاده از لنز چشم ماهی عکسبرداری شده‌است.

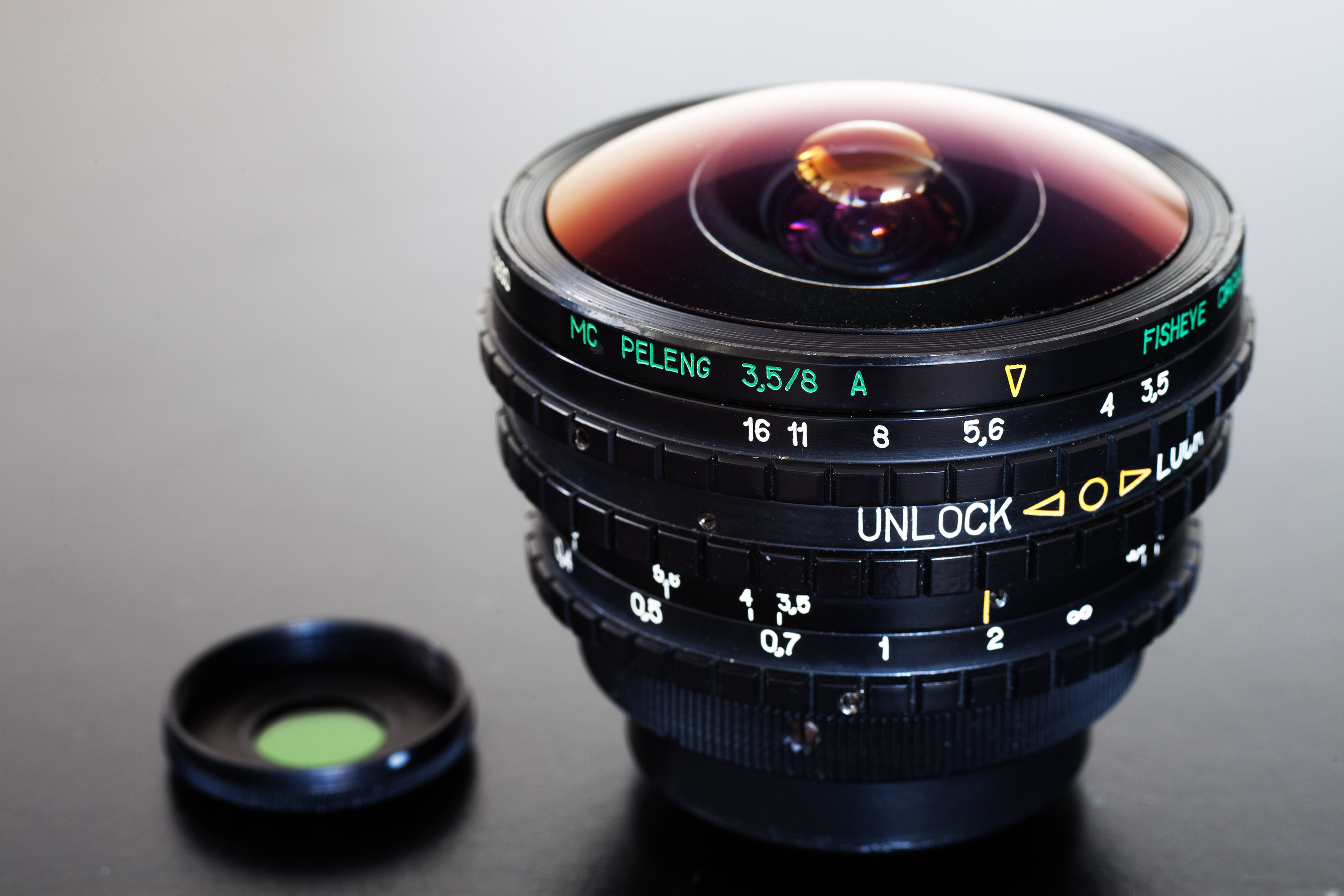
یک لنز چشم ماهی

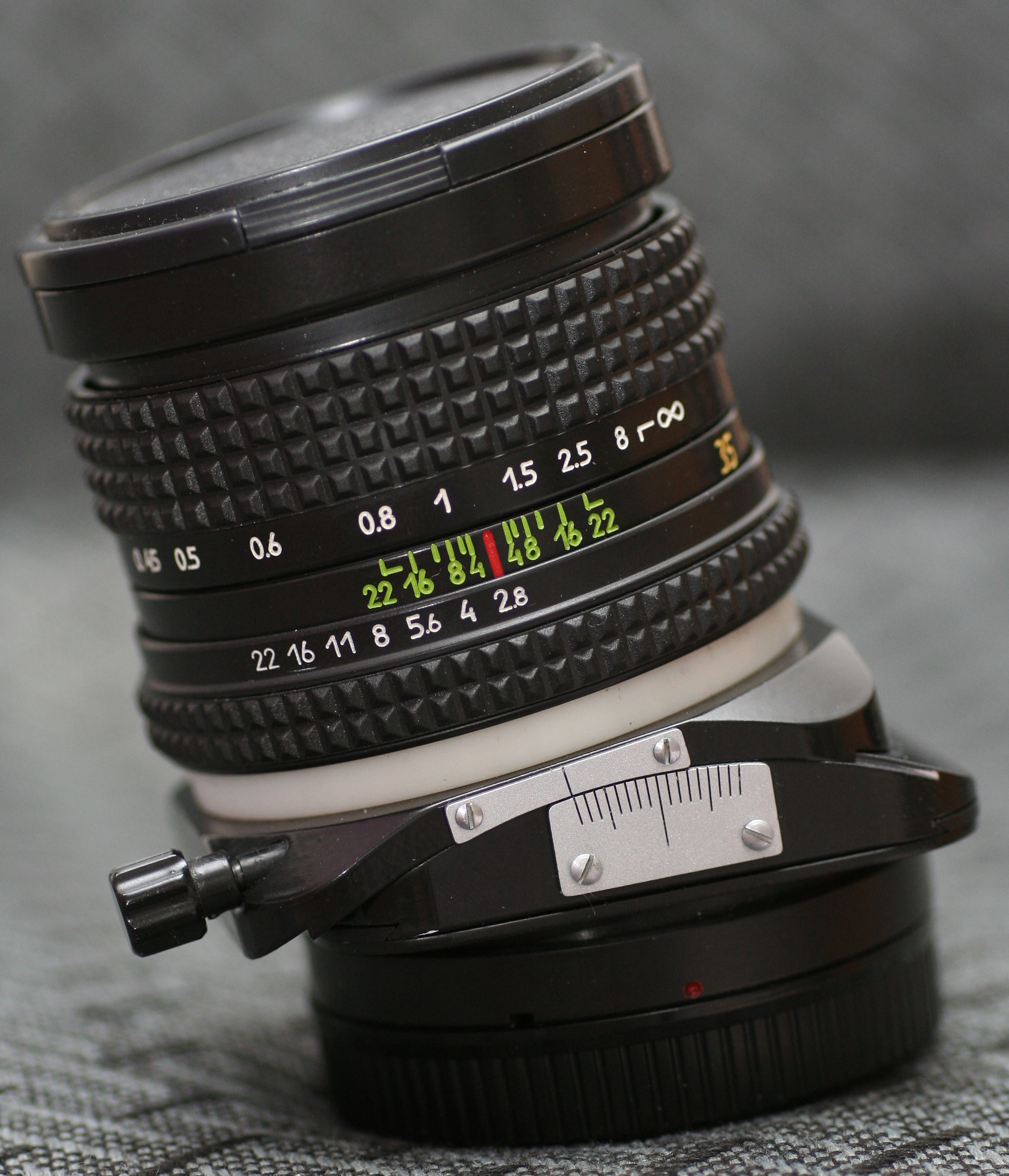
یک لنز اصلاح پرسپکتیو، شرکت پنتکس

لنزها براساس کارکرد و ساختارشان، انواع مختلفی دارند و در شرایط گوناگونی مورد استفاده قرار می‌گیرند.
لنزهای متداول
| نوع لنز       | فاصله کانونی          | کاربرد                        |
| ------------- | --------------------- | ----------------------------- |
| لنز سوپر واید | کمتر از ۲۱ میلی‌متر    | عکاسی از مناظر و عکاسی معماری |
| لنز واید      | بین ۲۱ تا ۳۵ میلی‌متر  | عکاسی از طبیعت و عکاسی معماری |
| لنز نرمال     | بین ۳۵ تا ۷۰ میلی‌متر  | عکاسی روزمره و معمولی         |
| لنز تله کوتاه | بین ۷۰ تا ۲۵۰ میلی‌متر | عکاسی پرتره                   |
| لنز تله بلند  | بیش‌تر از ۳۰۰ میلی‌متر  | عکاسی حیات وحش و عکاسی ورزشی  |

لنز سوپر واید
لنز سوپر واید به لنزهایی گفته می‌شود که فاصله کانونی آن‌ها از عرض سطح حساس عکاسی (نگاتیو یا سنسور) کوتاه‌تر باشد. از این نوع لنز جهت عکاسی منظره و عکاسی معماری استفاده می‌شود.
لنز واید
لنز واید به لنزهایی گفته می‌شود که فاصله کانونی آن‌ها از عرض سطح حساس عکاسی (نگاتیو یا سنسور) کوتاهتر باشد. این لنزها، محدودهٔ زاویه دید زیادی را در اختیار عکاس قرار می‌دهند و برای عکاسی منظره و عکاسی معماری استفاده می‌شود.
لنز نرمال
لنز نرمال به لنزهایی گفته می‌شود که فاصله کانونی آن‌ها ۳۵ تا ۷۰ میلی‌متر یا تقریباً به اندازهٔ عرض سطح حساس عکاسی (نگاتیو یا سنسور) باشد. اما اصولاً لنز نرمال مترادف با ۵۰ میلی‌متر است. تصویری که لنز نرمال ایجاد می‌کند، تقریباً همان چیزی است که چشم انسان می‌بیند، بنابراین از این جنبه هم تصویر آن نرمال است.
لنز تله
لنز تله به لنزهایی گفته می‌شود که فاصله کانونی آن‌ها در محدودهٔ ۸۵ تا ۲۵۰ میلی‌متر (در لنزهای تله کوتاه) و ۳۰۰ تا ۱۰۰۰ میلی‌متر (در لنزهای تله بلند) باشد. هر دو گروه این لنزها در عکاسی ورزشی و عکاسی حیات وحش کاربرد دارند. در این لنزها، فاصله کانونی زیاد و زاویه دید اندک است.
لنز زوم
لنز زوم به لنزهایی گفته می‌شود که دارای فاصله کانونی متغیر باشند. به عنوان مثال از ۲۴ تا ۱۲۰ میلی‌متر یا ۸۰ تا ۲۰۰ میلی‌متر. تنظیم مقدار زوم لنز از طریق حلقه‌ای که بر روی استوانهٔ لنز قرار دارد انجام می‌شود که با چرخاندن آن فاصلهٔ کانونی لنز هم تغییر می‌کند.
افزون بر لنزهای متداولی که نام برده شد، لنزهای دیگری نیز وجود دارد که کاربردهای ویژه و خاصی دارند:
لنزهای ویژه
| نوع لنز            | ویژگی                                             | کاربرد                    |
| ------------------ | ------------------------------------------------- | ------------------------- |
| لنز ماکرو          | بزرگنمایی زیاد                                    | عکاسی ماکرو               |
| لنز چشم ماهی       | زاویه دید ۱۸۰ درجه و فاصله کانونی ۶ تا ۱۶ میلی‌متر | ایجاد جلوه‌های ویژه تصویری |
| لنز اصلاح پرسپکتیو | قابلیت چرخش به جوانب یا بالا و پایین              | عکاسی معماری              |

لنز ماکرو
لنز ماکرو به لنزهایی گفته می‌شود که علاوه‌برداشتن همهٔ مشخصات لنزهای معمولی، امکان فوکوس کردن در فاصله‌های کم و قابلیت بزرگنمایی اشیاء که برای عکاسی ماکرو لازم است را نیز دارند.
لنز چشم ماهی
لنز چشم ماهی (فیش آی Fish eye) به لنزهایی گفته می‌شود که زاویه دید زیادی را عرضه می‌کند و در برخی از آن‌ها، زاویه دید ۱۸۰ درجه است. معمولاً فاصله کانونی آن‌ها بین ۶ تا ۱۶ میلی‌متر است و دلیل نام‌گذاری این نوع لنزها، شباهت آن‌ها به چشم ماهی و محدب بودن عدسی بیرونی لنز است. عکس حاصل از این لنزها به شکل دایره وار است و جهت ایجاد جلوه‌های ویژه تصویری، از آن استفاده می‌شود.
لنز اصلاح پرسپکتیو
لنز اصلاح پرسپکتیو یا لنز PC به لنزهایی گفته می‌شود که خطاهای پرسپکتیوی را اصلاح می‌کنند و در عکاسی معماری کاربرد دارند.
نمایی که از آثار معماری عکسبرداری می‌شود معمولاً با مرکز اثر زاویه دارد و به همین خاطر پرسپکتیوی ایجاد می‌شود که مطلوب نیست. این لنزها قابلیت چرخش به جوانب یا بالا و پایین یا هردو را دارند.

### مبدل‌ها
در دوربین‌های غیر SLR، نمی‌توان لنزش را عوض کرد و در نتیجه، بزرگنمایی لنز محدود به بزرگنمایی اولیهٔ دوربین عکاسی خواهد بود. در دوربین‌های SLR امکان تعویض لنز وجود دارد ولی هزینهٔ آن زیاد است. روش دیگر این است که برای تغییر محدودهٔ بزرگنمایی و فاصله کانونی از مبدل استفاده کرد؛ مبدل‌ها انواع مختلف و کارکردهای گوناگونی دارند.
مبدل‌های تله

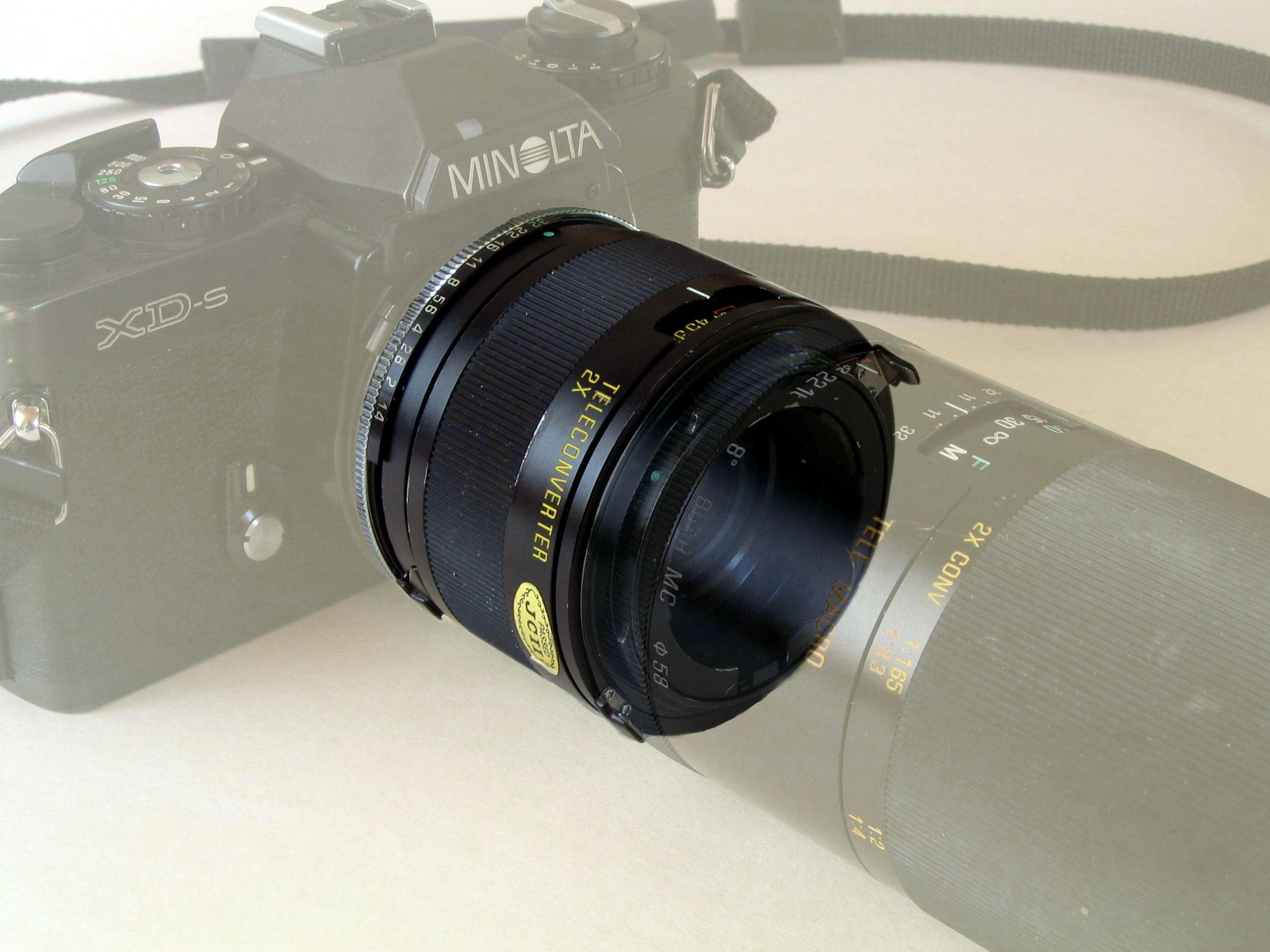
یک مبدل تله دوربین ۳۵ میلی‌متری

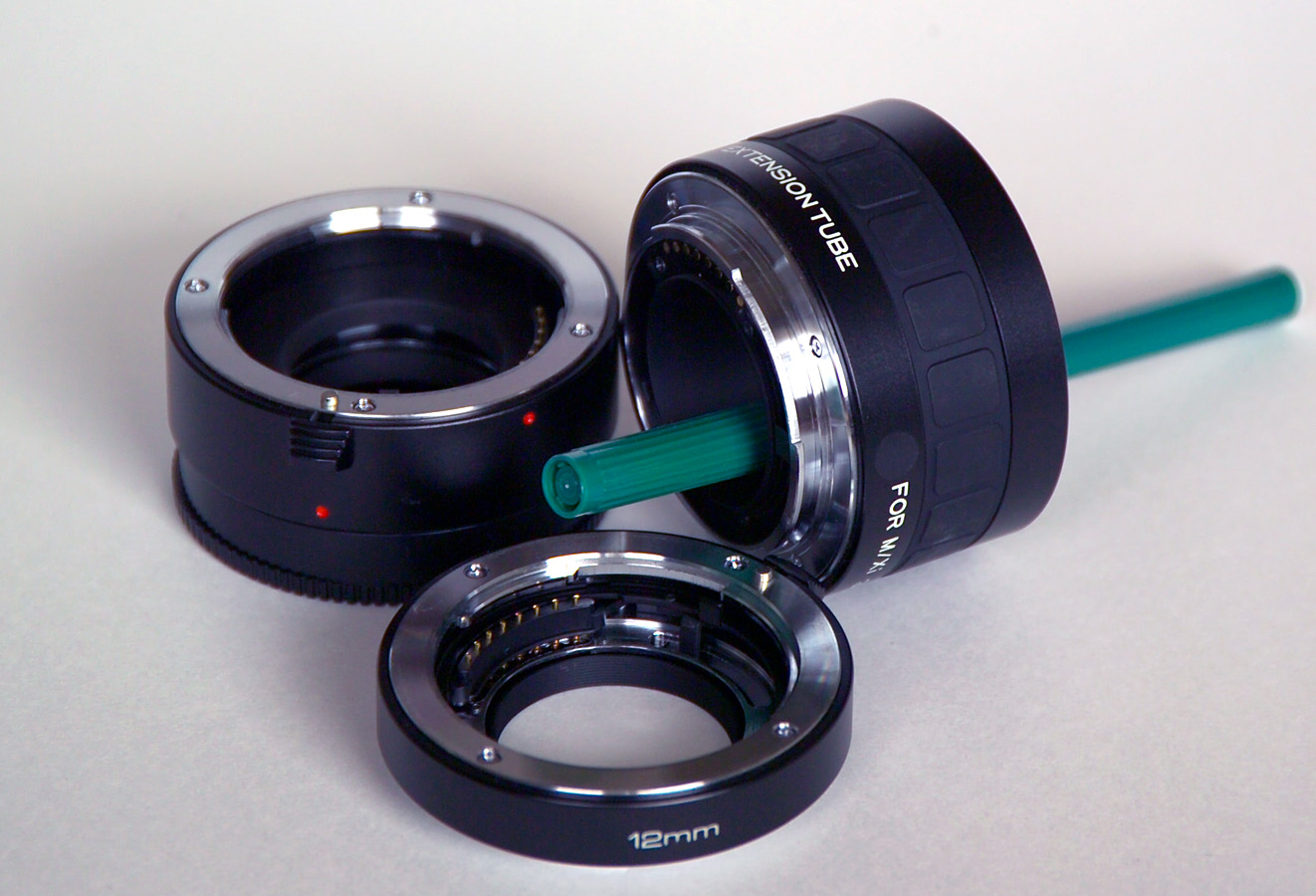
یک سری حلقه گسترش فاصله کانونی

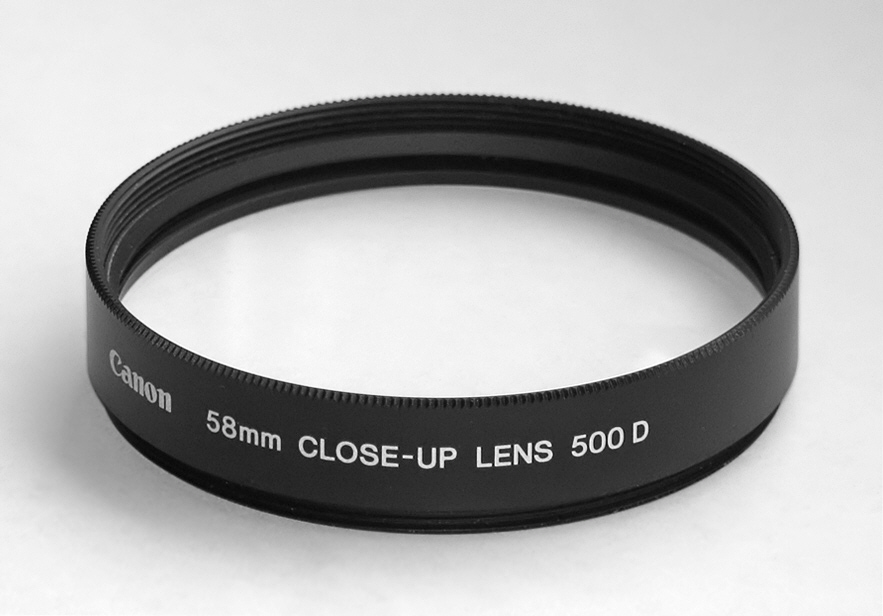
یک عدسی درشت نما

مبدل تله، ابزاری است نورشناختی، که مابین لنز و بدنهٔ دوربین عکاسی قرار گرفته و باعث افزایش فاصله کانونی لنز می‌شود.
مبدل‌های تله، تقریباً برای تمامی دوربین‌ها وجود دارند. این نوع مبدل هم برای دوربین‌های با قابلیت تعویض لنز وجود دارد و هم مخصوص دوربین‌هایی که لنز آن‌ها از بدنه دوربین جدا نمی‌شود، طراحی و ساخته شده‌اند که در این مورد، مبدل به جلوی لنز بسته می‌شود.
حلقه گسترش فاصله کانونی
حلقه گسترش فاصله کانونی لوله‌ای است که به‌منظور عکاسی ماکرو مابین لنز و دوربین قرار می‌گیرد. معمولاً این وسیله در سه اندازه و به صورت پکیج ارائه می‌شود. این لوله‌ها حاوی هیچ نوع عنصر نورشناختنی (عدسی) نیستند. تنها کار این حلقه‌ها ایجاد فاصله بین فیلم و لنز است. با استفاده از این حلقه‌ها، زمان نوردهی طولانی‌تر خواهد شد و عکسبرداری از سوژه‌های متحرک بخاطر نوردهی طولانی و خروج سوژه از عمق میدان وضوح که در این حالت بشدت کاهش می‌یابد، مشکل است.
عدسی‌های درشت‌نما
عدسی درشت‌نما، یک لنز سادهٔ ثانویه‌است که عکاسی ماکرو را، بدون نیاز به لنز ماکرو، ممکن می‌سازد. در هنگام استفاده از آن‌ها، عمق میدان کاهش می‌یابد.
فیلترهای کلوزآپ، نمونه‌های مدرنی از این نوع مبدل‌ها هستند که آن‌ها را با شماره‌های ۱ تا ۴ مشخص می‌کنند که هر شماره برای فاصلهٔ معینی بکار می‌رود:
شمارهٔ ۱ برای عکاسی در فاصلهٔ ۵۰ تا ۱۰۰ سانتی‌متر،
شمارهٔ ۲ برای فاصلهٔ ۳۳٫۵ تا ۵۰ سانتی‌متر،
شمارهٔ ۳ برای فاصلهٔ ۲۵ تا ۳۳٫۵ سانتی‌متر
شمارهٔ ۴ جهت عکاسی در فاصلهٔ ۱۹ تا ۲۵ سانتی‌متر بکار می‌روند.

## فلاش

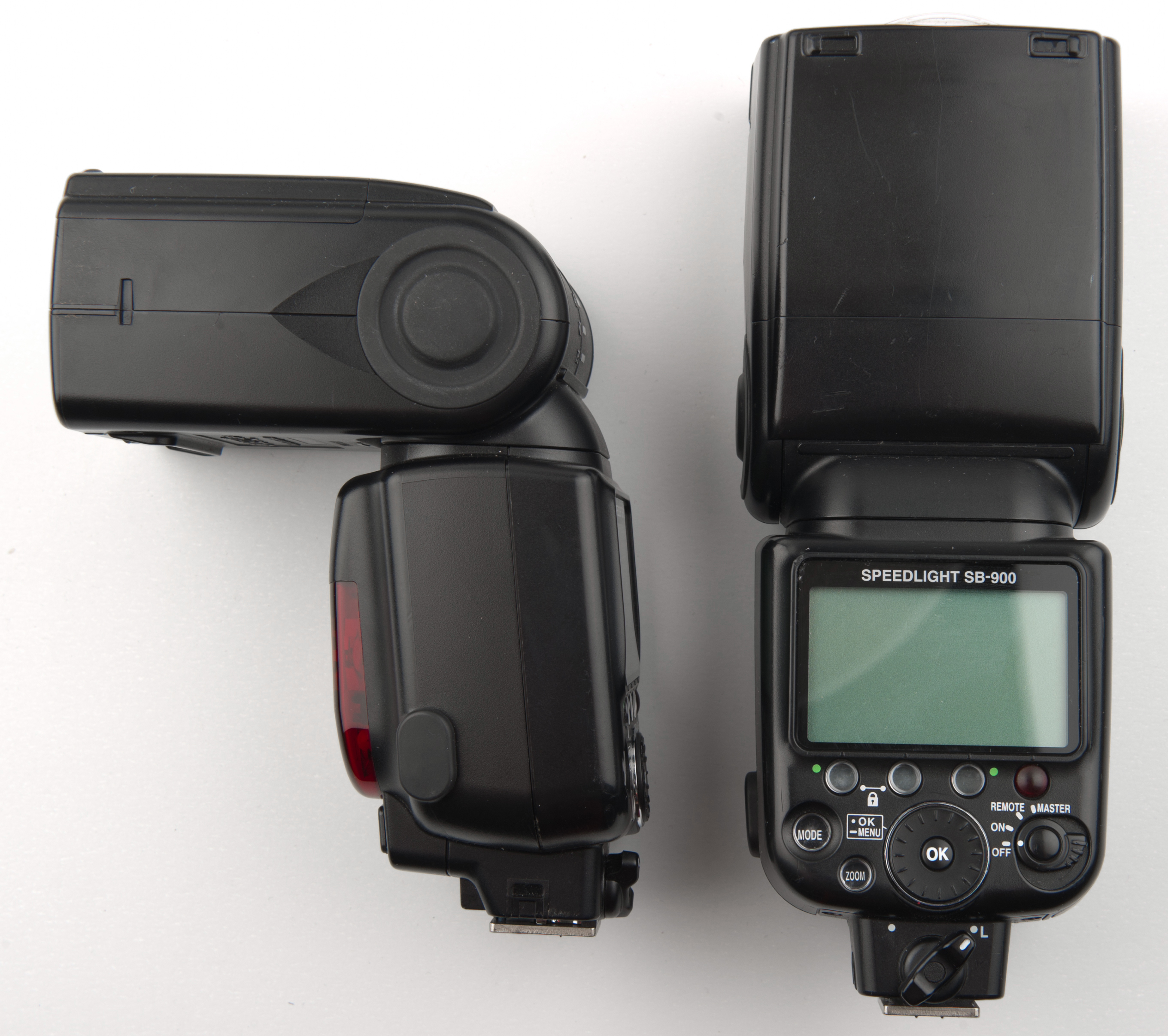
یک فلاش پیشرفتهٔ شرکت کانن.

فلاش وسیله‌ای است که جهت نورپردازی صحنه‌های تاریک و کم نور و نقاطی که از شرایط نوری نامطلوبی برخوردارند، از آن استفاده می‌شود. فلاش یک منبع نور کوچک قابل حمل است که می‌تواند نوری قوی برای یک چندم ثانیه از خود بیرون دهد. فلاش‌ها معمولاً از طریق باتری یک بار مصرف یا قابل شارژ تغذیه می‌شوند ولی بعضی از آن‌ها را می‌توان از طریق یک آداپتور به برق شهر نیز وصل نمود.
فلاش‌ها در حالت کلی، دو نوع کاربر دارند؛ یک کاربرد آن افزایش نور محیط در زمانی که نور اصلی برای عکاسی کافی نیست یا شرایط عکاسی را سخت می‌کند، است و کاربرد دیگر آن، اصلاح نور محیط در زمانی که نور اصلی کافی است، ولی ترکیب خوبی به وجود نمی‌آورد است.

## فیلتر

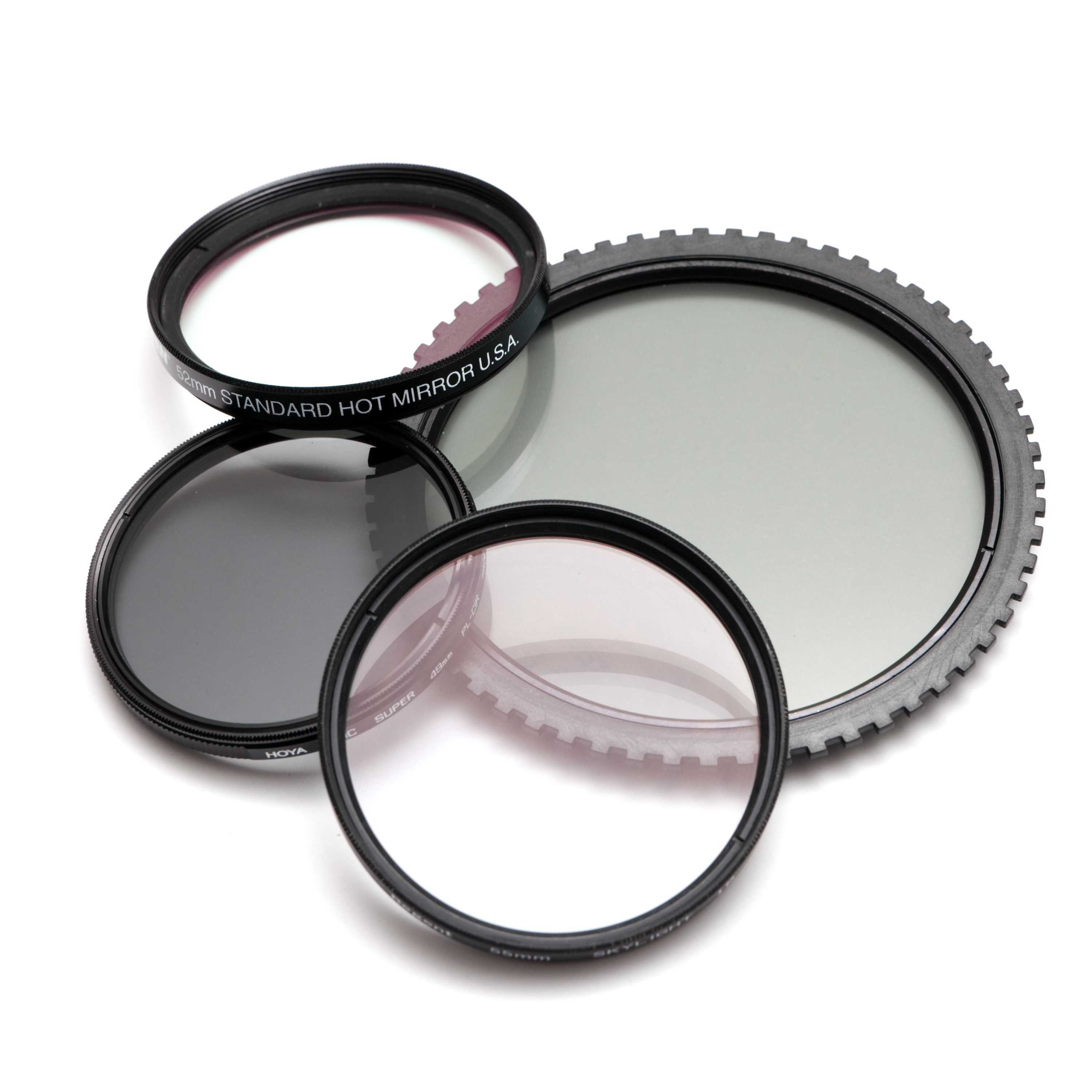
چهار نمونه فیلتر مختلف.

فیلترها در عکاسی، صفحاتی از جنس شیشه، پلاستیک یا ژلاتین با قاب فلزی یا بدون قاب و به صورت ورقی هستند، که در جلوی دهانهٔ لنز یا منبع نور قرار داده می‌شوند. انتهای لنز دوربین‌های تک‌لنزی بازتابی، رزوه است و می‌شود فیلتر را به آن پیچ نمود.
فیلترها انواع مختلفی دارند و هرکدام در شرایط خاصی مورد استفاده قرار می‌گیرد:
فیلتر فرابنفش

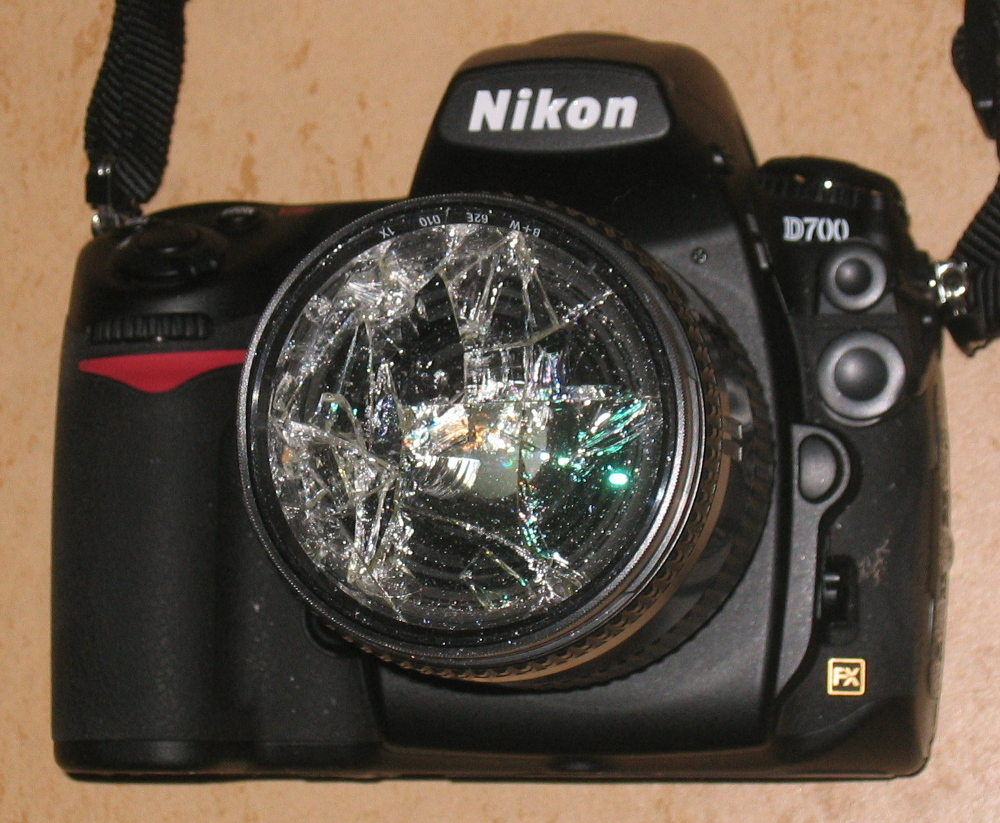
یک دوربین عکاسی شرکت نیکون که بر اثر ضربه، فیلترش شکسته‌است ولی به لنز و دوربین آسیبی نرسیده.

فیلتر UV یا فرابنفش، شیشه‌ای شفاف است که پرتوهای فرابنفش خورشید را جذب می‌کند و مانع ورود آن‌ها به دوربین می‌شود. در واقع این فیلتر نقش محافظت از لنز و دوربین را دارد.
علاوه بر این، این فیلتر به علت قیمت ارزانش، نقش محافظ فیزیکی لنز را نیز برعهده دارد؛ به‌این ترتیب که اگر لنز دوربین با جایی برخورد کند، به جای شکستن و آسیب رسیدن به لنز گران‌قیمت، فیلتر از بین می‌رود.
فیلتر پولارایزر

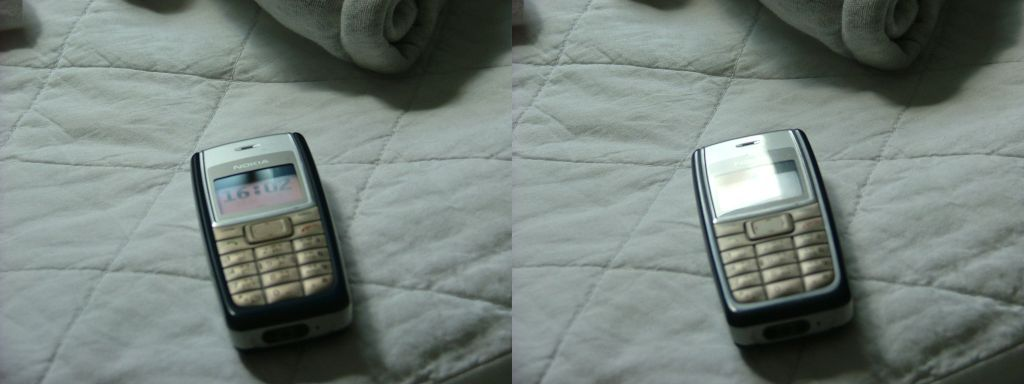
کاربرد فیلتر پولارایزر. عکس سمت راست بدون استفاده از فیلتر است و در عکس سمت چپ از فیلتر پولارایزر استفاده شده که پرتوهای اضافه را حذف نموده‌است.

فیلتر پولارایزر یک نوع فیلتر عکاسی است که جهت تغییر در نور ورودی به دوربین عکاسی و تأثیر بر رنگ‌ها مورد استفاده قرار می‌گیرد.

نور، خاصیتی به نام «پولاریته» (قطبیت) دارد که زاویهٔ محور موج الکتریکی نور را با محور مبنا مشخص می‌کند. نور در همهٔ جهات و زوایا حرکت و به سطح اشیاء برخورد می‌کند و سپس در همهٔ جهات ممکن، منعکس می‌شود. اما در سطوح غیرفلزی و مخصوصاً آب و شیشه، امواج نوری پس از برخورد با سطح آن‌ها فقط در یک جهت انعکاس پیدا می‌کنند که اصطلاحاً می‌گویند، امواج پلاریزه یا قطبی شده‌اند.
فیلتر پولارایزر که از دو صفحهٔ شیشه‌ای متحرک تشکیل شده‌است، مانع و سدی بر سر راه این امواج ایجاد و از ورود آن‌ها به دوربین جلوگیری می‌کند. در نتیجه می‌شود با استفاده از فیلتر پولارایزه انعکاس‌ها را حذف کرد.
یکی دیگر از تأثیرات این فیلتر روی رنگ آبی آسمان است که کنتراست آسمان را افزایش می‌دهد. تصاویری که با این فیلتر گرفته می‌شوند، واضح تر و دارای غلظت رنگ بالاتری هستند.
فیلتر اسکای لایت
فیلترهای اسکای لایت عملکردی شبیه فیلتر فرابنفش دارند؛ در عکس‌هایی که قسمتی از آن را آسمان تشکیل داده، با کاهش تأثیر گرد و غبار باعث وضوح بیشتر تصویر می‌شود. زمانی که از فیلتر اسکای لایت استفاده می‌شود، نیازی به فیلتر فرابنفش وجود ندارد، چون هر شیشه‌ای، حتی شیشه معمولی هم در صدی زیادی از اشعه فرابنفش را جذب می‌کند(رفرنس اضافه می‌کنم). این فیلتر یک تون صورتی کمرنگ در عکس ایجاد می‌کند ولی فیلتر فرابنفش تون آبی کمرنگ در عکس پدیدمی‌آورد.
فیلتر مادون قرمز

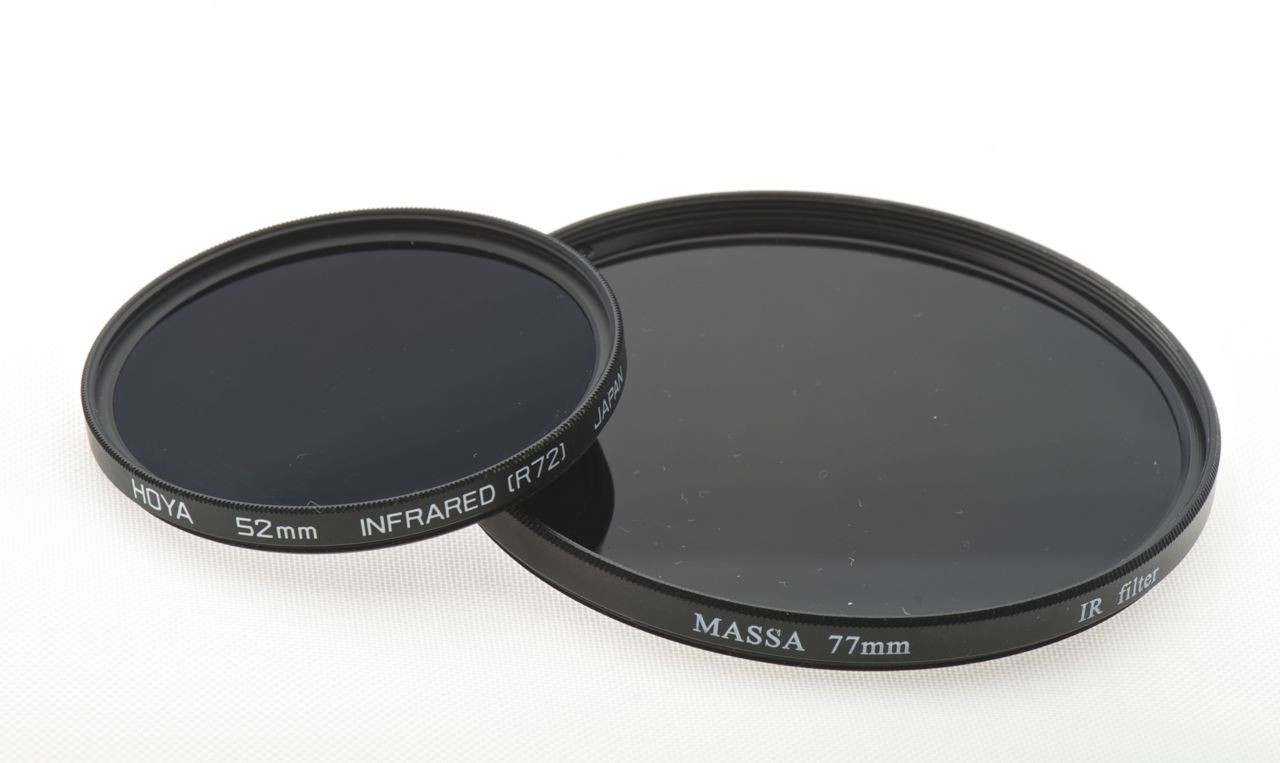
دو نمونه فیلتر مادون قرمز.

فیلتر مادون قرمز شیشه‌ای کاملاً تیره‌است که چشم انسان پشت آن را نمی‌بیند، این فیلتر نور مرئی را حذف می‌کند و فقط نور مادون قرمز را از خود عبور می‌دهد. از این نوع فیلتر، جهت عکاسی مادون قرمز استفاده می‌شود. ضمناً این فیلتر در کمّیّت نور نیز تأثیر دارد و استفاده آن باعث گشادگی بیشتر دیافراگم یا کاهش سرعت شاتر (مسدودکننده) می‌گردد.
فیلتر کاهندهٔ نور

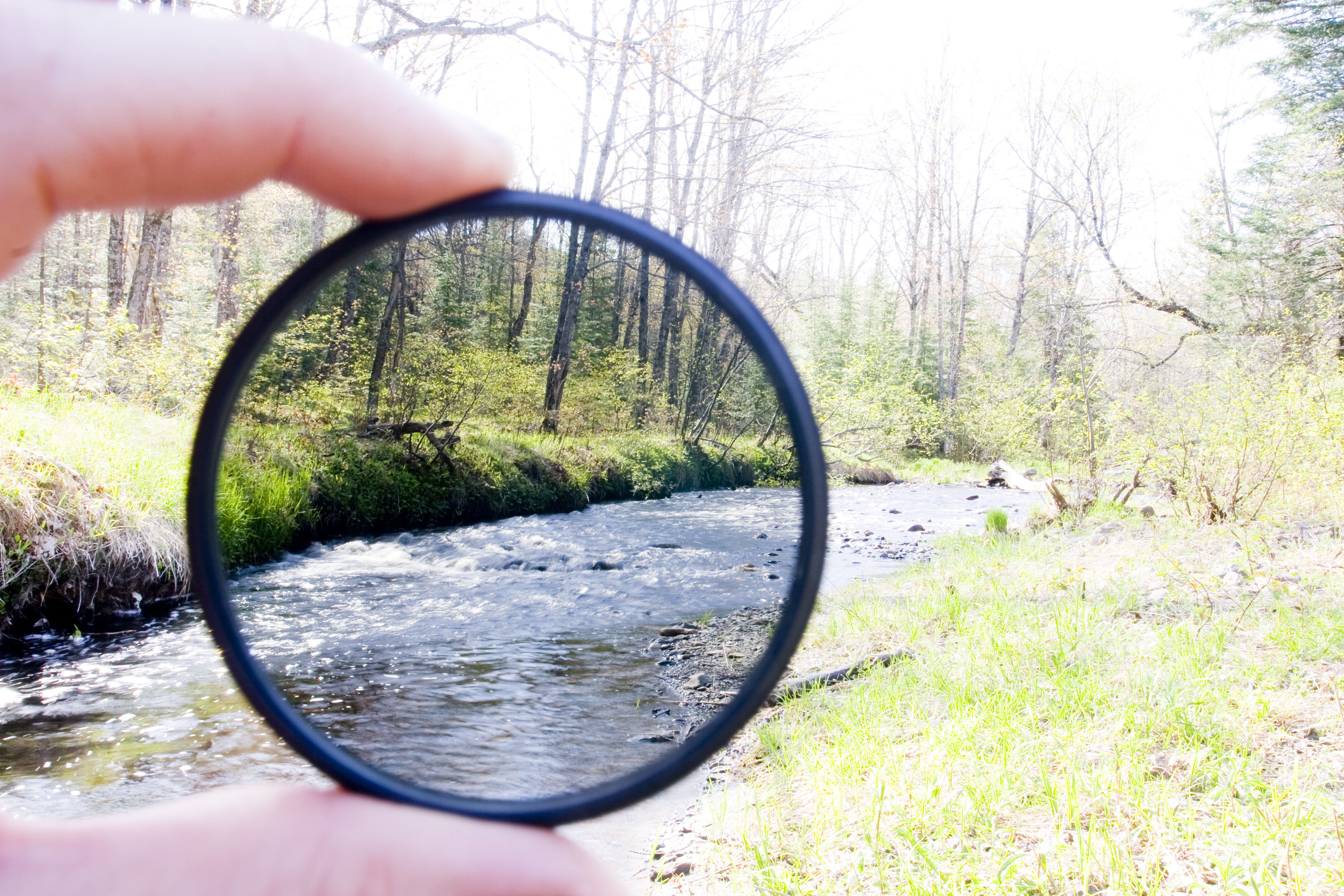
تأثیر فیلتر ND بر عکس.

فیلترهای ND یا کاهندهٔ نور، فیلترهایی هستند که شدت نور را کم می‌کنند. این‌گونه فیلترها زمانی کاربرد دارند که لازم باشد سرعت شاتر را بیشتر از آنچه دیافراگم اجازه می‌دهد کاهش داد یا دیافراگم را بیش‌تر از آنچه سرعت شاتر اجازه می‌دهد، باز کرد. فیلترهای کاهندهٔ نور، خاکستری رنگ هستند و غیراز کاهش نور ورودی، هیچ تأثیری بر تون رنگ‌ها ندارند.
فیلترهای رنگی
از فیلترهای رنگی در عکاسی سیاه و سفید جهت بهبود کنتراست عکس استفاده می‌شود. فیلترهایی به رنگ‌های زرد، قرمز و نارنجی با تاریک کردن آسمان و حفظ روشنایی ابر، کنتراست آسمان و ابر را افزایش می‌دهند.

## پایه‌ها
سه‌پایه

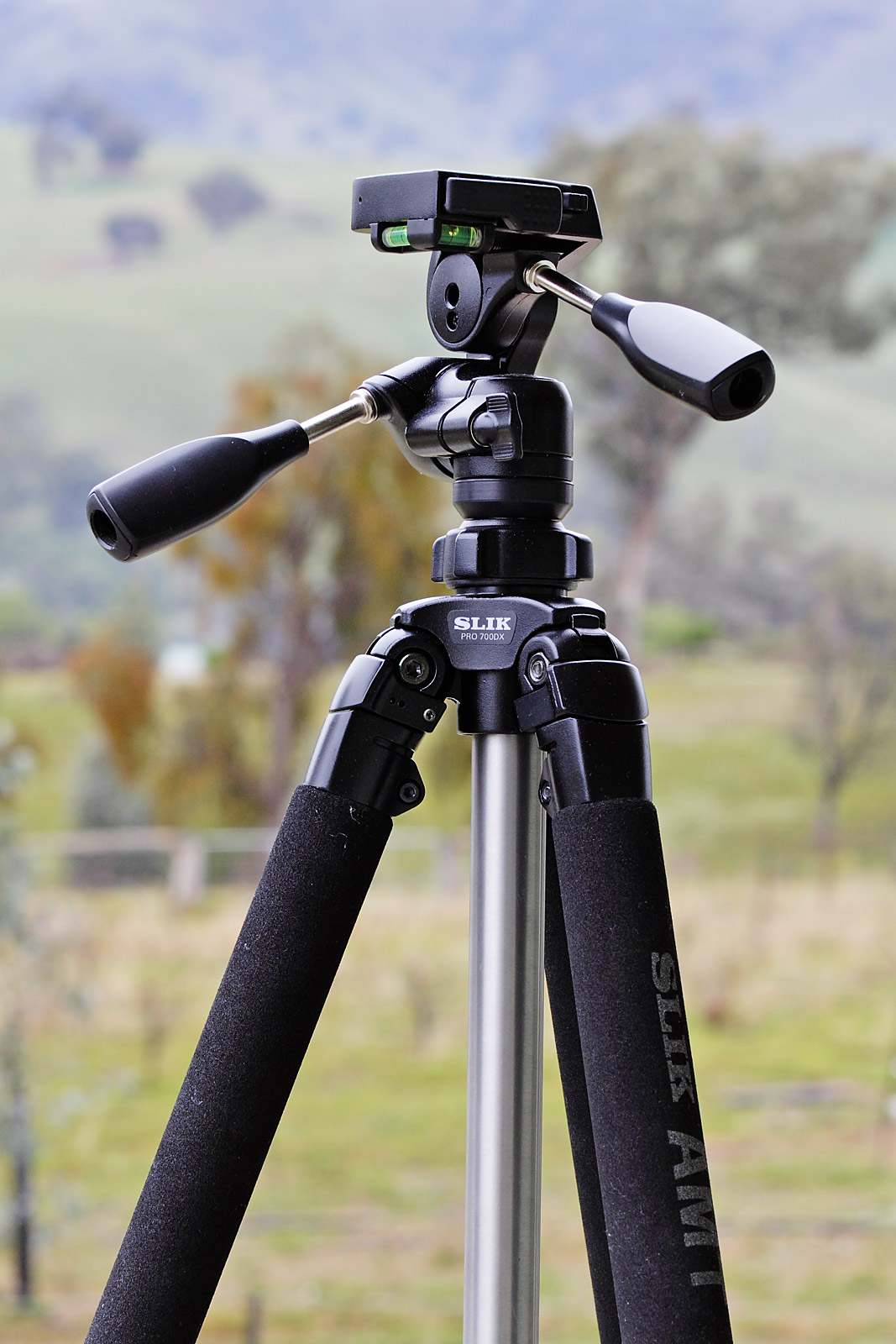
یک سه‌پایه.

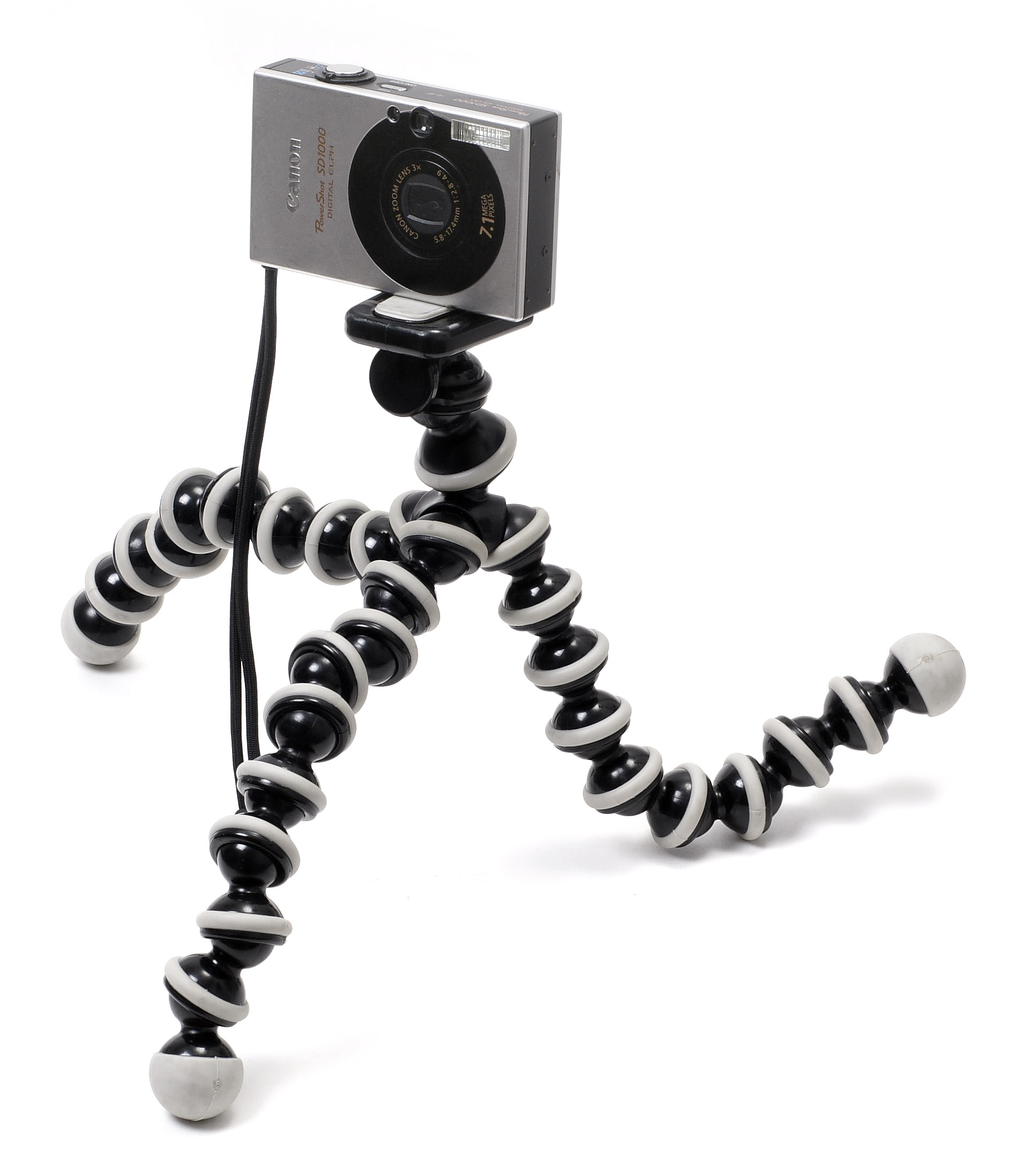
یک سه‌پایه کوچک.

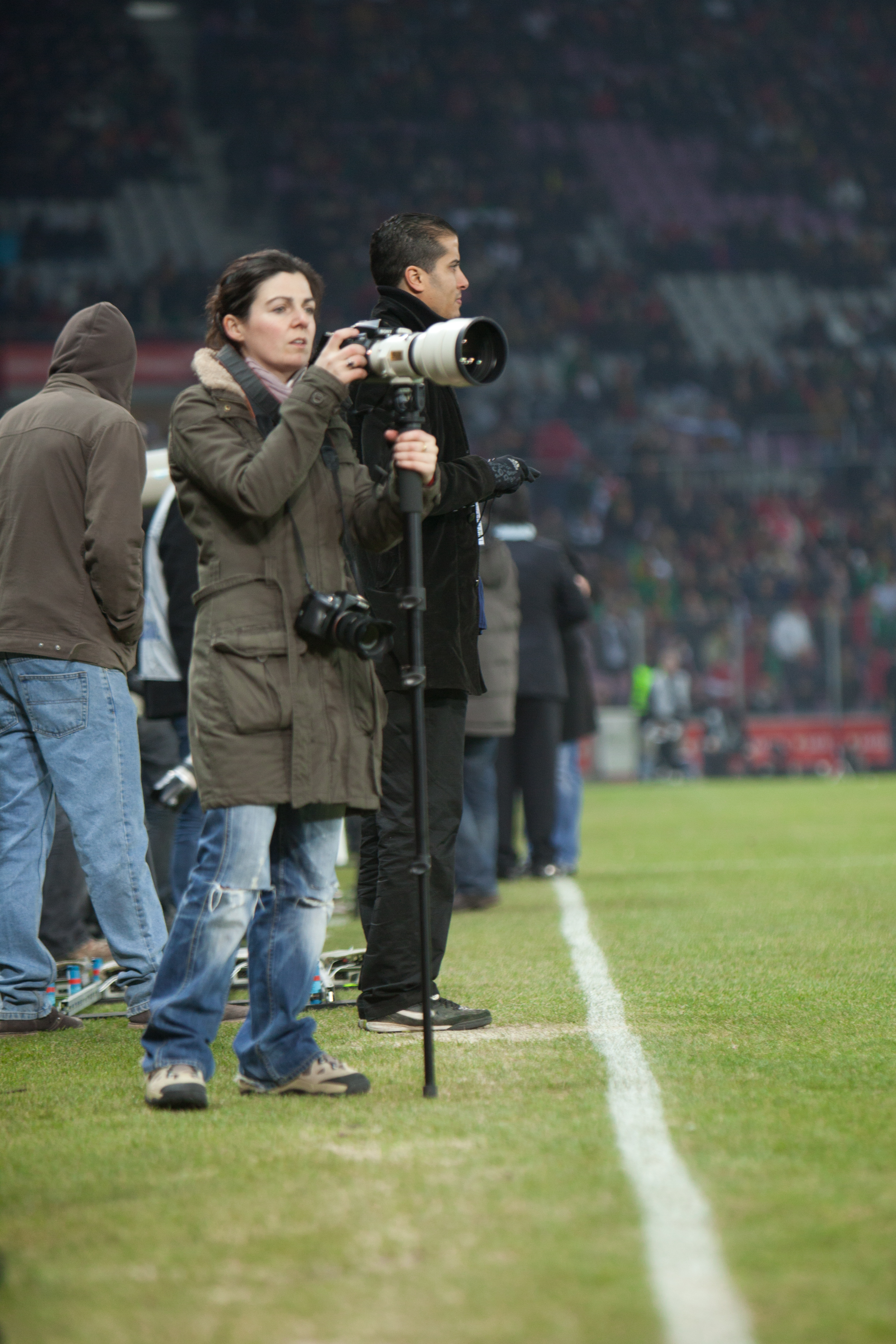
یک عکاس ورزشی در حال استفاده از تک‌پایه.

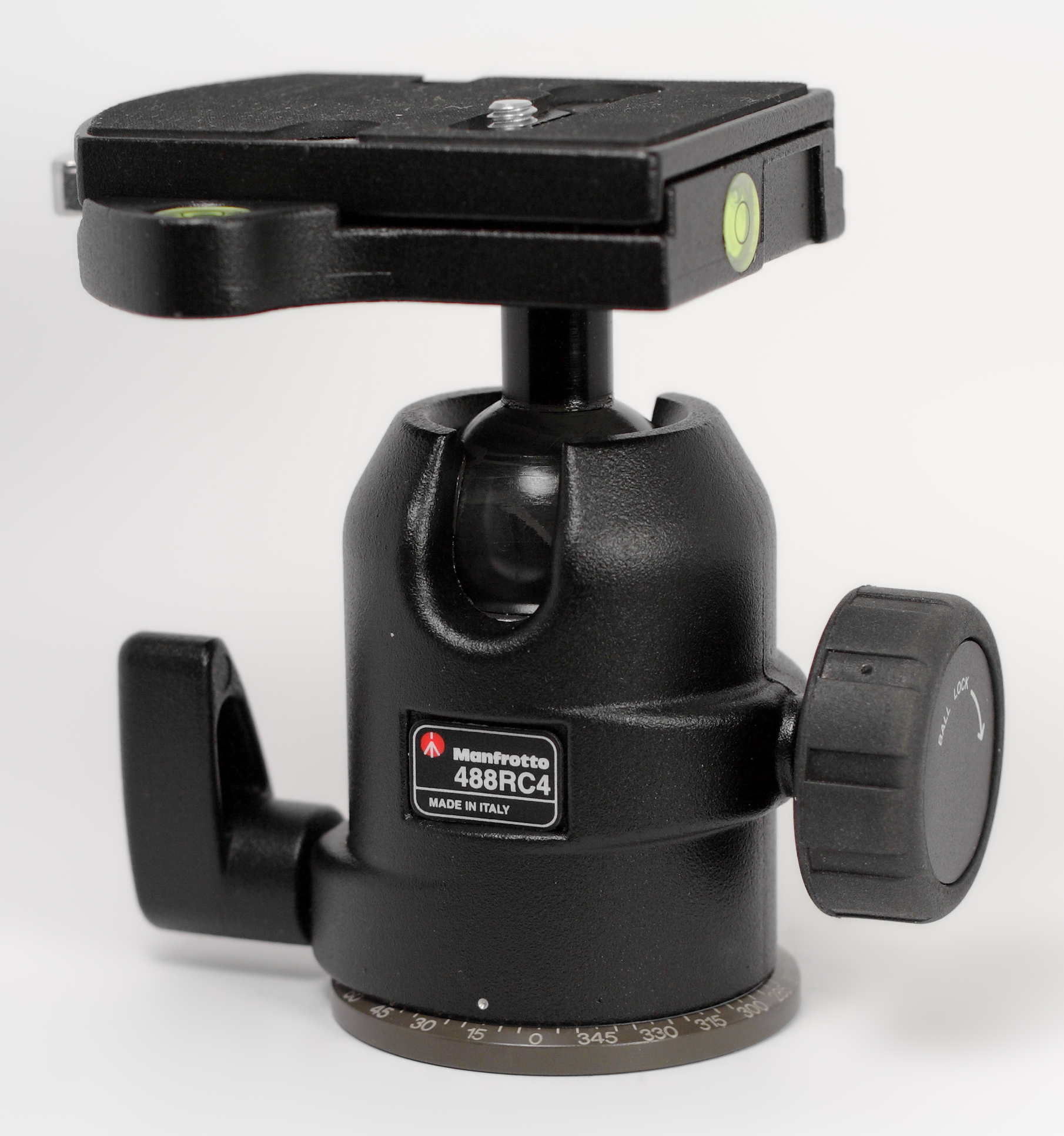
یک سرپایه گوی‌دار.

سه پایهٔ عکاسی، وسیله‌ای است که می‌توان دوربین را روی آن نصب کرد و به کمک آن عکس گرفت. یک استفادهٔ سه‌پایه، جلوگیری از لرزش دوربین در نوردهی‌های زیاد است. همچنین به‌وسیلهٔ سه‌پایه می‌توان از تار شدن عکس که بر اثر تکان‌خوردن دوربین ایجاد می‌شود، جلوگیری کرد.
سه‌پایه‌ها وزن‌های مختلفی دارند که علاوه بر اندازهٔ سه‌پایه، به جنس آن نیز بستگی دارد، سه‌پایه‌ها را معمولاً از فلزات سبک و بادوام همچون آلومینیوم و منیزیم و از ترکیبات کربنی می‌سازند که علاوه بر جلوگیری از زنگ زدن و افزایش استحکام، باعث کاهش وزن و سبکی سه‌پایه نیز می‌شود.
زیاد بودن وزن سه‌پایه، تعادل آن را بیش‌تر می‌کند و در نتیجه برای عملکرد اصلی آن مناسب‌تر است. به همین دلیل بسیاری از عکاسان سه‌پایه‌های سنگین را ترجیح می‌دهند.
سه‌پایه‌ها ارتفاع‌های مختلفی دارند؛ از سه‌پایه‌های کوچکی که حدود ۱۰ سانتی‌متر ارتفاع دارند گرفته، تا سه‌پایه‌هایی که از قد انسان نیز بلندترند.
معمولاً سه‌پایه‌ها تلسکوپی هستند و می‌توان آن‌ها را جمع نمود. تلسکوپی بودن پایه‌ها، انعطاف‌پذیری دستگاه را هم افزایش می‌دهد، زیرا می‌توان پایه‌ها را به اندازه دلخواه باز کرد تا ارتفاع تنظیم شود. از آن گذشته می‌توان هر پایه را در ارتفاع خاصی قرار داد تا سه‌پایه بتواند در سطوح ناصاف نیز تعادل داشته باشد.
دوپایه
دوپایه یکی از تجهیزات کمکی دوربین عکاسی است که می‌توان آن را حد واسط تک پایه و سه‌پایه‌ها دانست، با این توضیح که این وسیله تنها دو عدد پایهٔ تلسکوپی دارد و می‌توان ارتفاع آن را تغییر داد. از دوپایه‌ها به ندرت در فیلم‌برداری یا عکاسی‌های تجاری استفاده می‌شود، زیرا می‌توان با باز کردن دوپایه از پایه‌های سه‌پایه‌ها، یک دوپایه ساخت.
تک پایه
تک‌پایه وسیله‌ای است که دوربین عکاسی به آن متصل می‌شود و لرزش را تا حدی از بین می‌برد. ساختمان تک‌پایه، همانند ساختمان پایه در سه‌پایه‌ها، تلسکوپی است و ارتفاع دوربینی را که توسط یک پیچ به سر سه‌پایه متصل می‌شود نسبت به زمین افزایش یا کاهش می‌دهد. در قسمت سر آن در مدل‌های پیشرفته‌تر چندین بخش مفصلی متحرک وجود دارد.
یکی از استفاده‌های اصلی تک پایه‌ها، تحمل وزن دوربین و لنز است. این مسئله زمانی کاربرد دارد که قرار باشد مدت عکاسی طولانی شود و نیاز به تغییر دادن دائمی دوربین نیز وجود داشته باشد.
از تک پایه‌ها در عکاسی حیات‌وحش، عکاسی ورزشی، عکاسی از موزه‌ها و هنگامی که چرخش سریع دوربین در جهت افقی برای عکاسی مورد نیاز است، مانند ثبت عکس‌های پنینگ، بیشتر استفاده می‌شود.
به‌طور کلی می‌توان موارد زیر را به عنوان برتری آن‌ها نسبت به سه‌پایه‌ها بیان نمود:
- سبک‌تر و جابجایی راحت‌تر به نسبت سه‌پایه‌ها.
- زودتر و سریع‌تر از سه‌پایه‌ها باز می‌شوند
- در مکان‌هایی که استفاده از سه‌پایه سخت یا غیرممکن است، می‌توان از آن‌ها استفاده کرد (مانند: زمین‌های ناهموار یا میان جمعیت و…)
- توانایی انعطاف و حرکت دوربین درجهات مختلف را بیشتر فراهم می‌کنند.

البته برای ثبت عکس‌های با بیشترین کیفیت ممکن، یا عکاسی‌های نیازمند نوردهی طولانی (عکاسی در نور کم)، یا برای ثبت عکس‌هایی با نوردهی‌های متفاوت از سوژه‌ای ثابت، بازهم بیشتر عکاسان به سراغ سه‌پایه‌ها می‌روند ولی لازم است ذکر شود که تک پایه‌ها را نیز مانند سه‌پایه‌ها می‌توان ثابت بر روی زمین قرار داد، که این کار توسط قطعه‌ای جانبی با عنوان ثابت‌کننده انجام می‌شود.
سرپایه
سرپایه قطعه‌ای است که به عنوان رابط بین دوربین عکاسی و سه‌پایه یا تک‌پایه بکار می‌رود؛ به این ترتیب که از طریق صفحه‌ای به زیر دوربین عکاسی پیچ می‌شود و با کمک یک گیره به سه‌پایه یا تک‌پایه متصل می‌شود. سرپایه‌ها به دو گونهٔ سر پایهٔ گوی‌دار (Ball Head) و سر پایهٔ بدون گوی تقسیم می‌شوند.
وسه پایه‌های نور.